# Liste des stations du métro de Berlin
La liste des stations du métro de Berlin est une liste alphabétique complète des 176 stations du métro de Berlin. Des 96 quartiers de Berlin, 35 disposent d'au moins une station de métro. La plupart des stations se situent à Mitte (21 stations), Kreuzberg (16 stations) et Charlottenbourg (13 stations). L'importance du réseau métropolitain berlinois est indissociable des 166 stations de S-Bahn qui réseautent toute la ville pour un total de 339 stations.

## Liste des stations par ordre alphabétique
- Haut – A
- B
- C
- D
- E
- F
- G
- H
- I
- J
- K
- L
- M
- N
- O
- P
- Q
- R
- S
- T
- U
- V
- W
- X
- Y
- Z

Légende : 

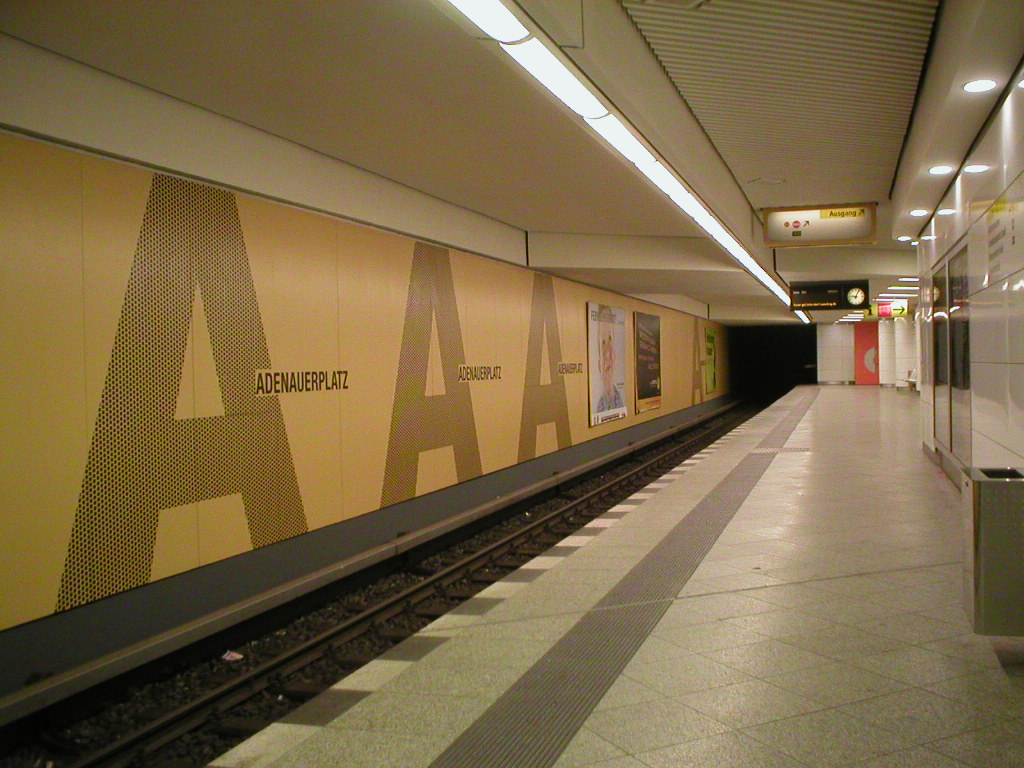
Adenauerplatz

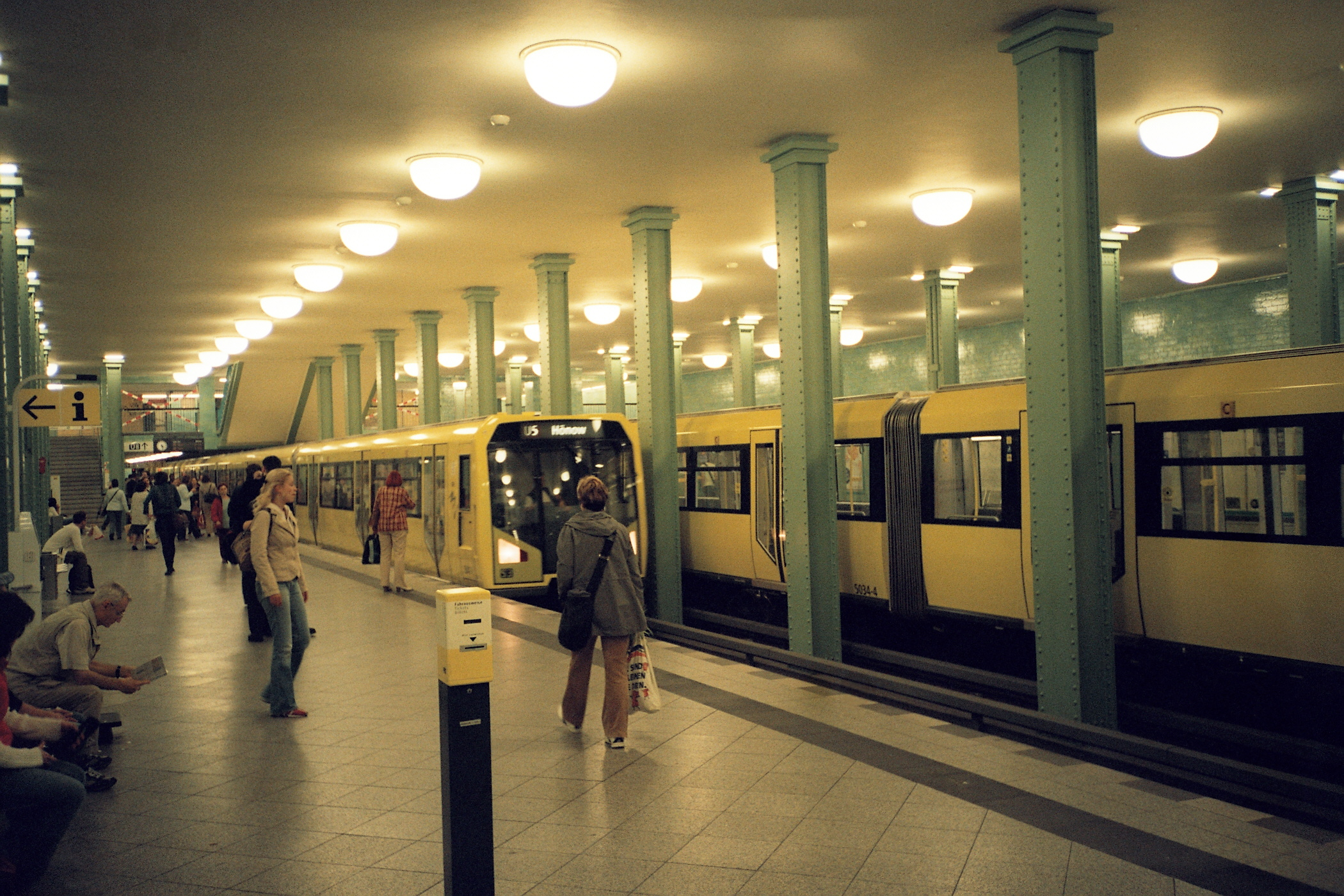
Alexanderplatz

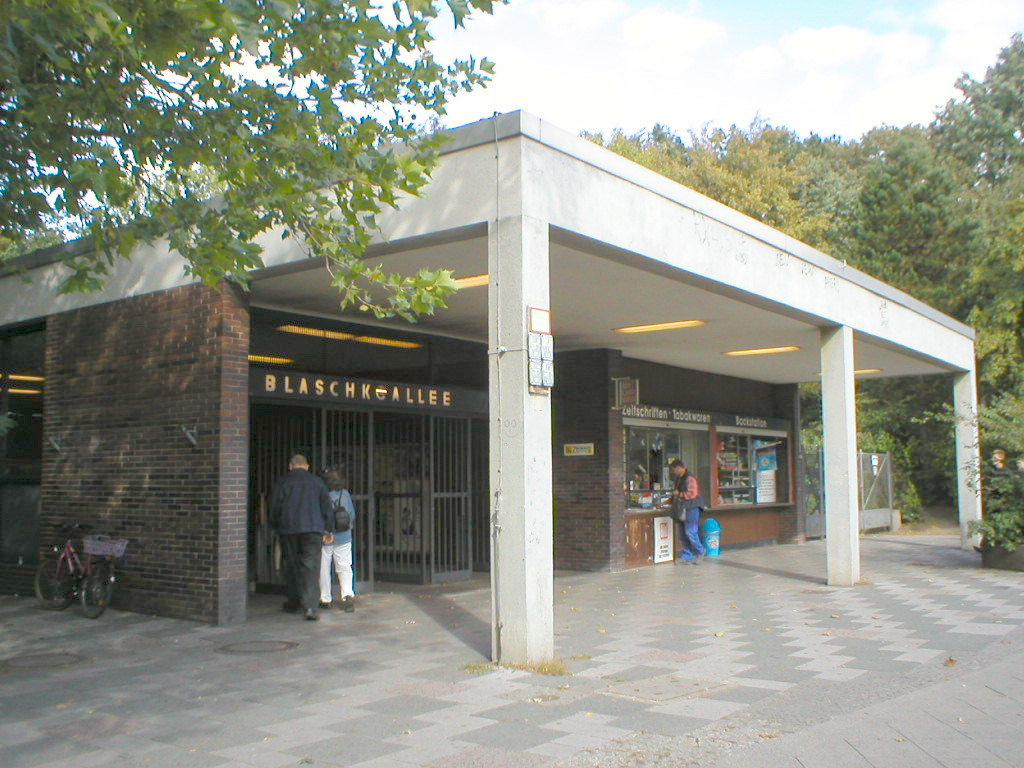
Blaschkoallee

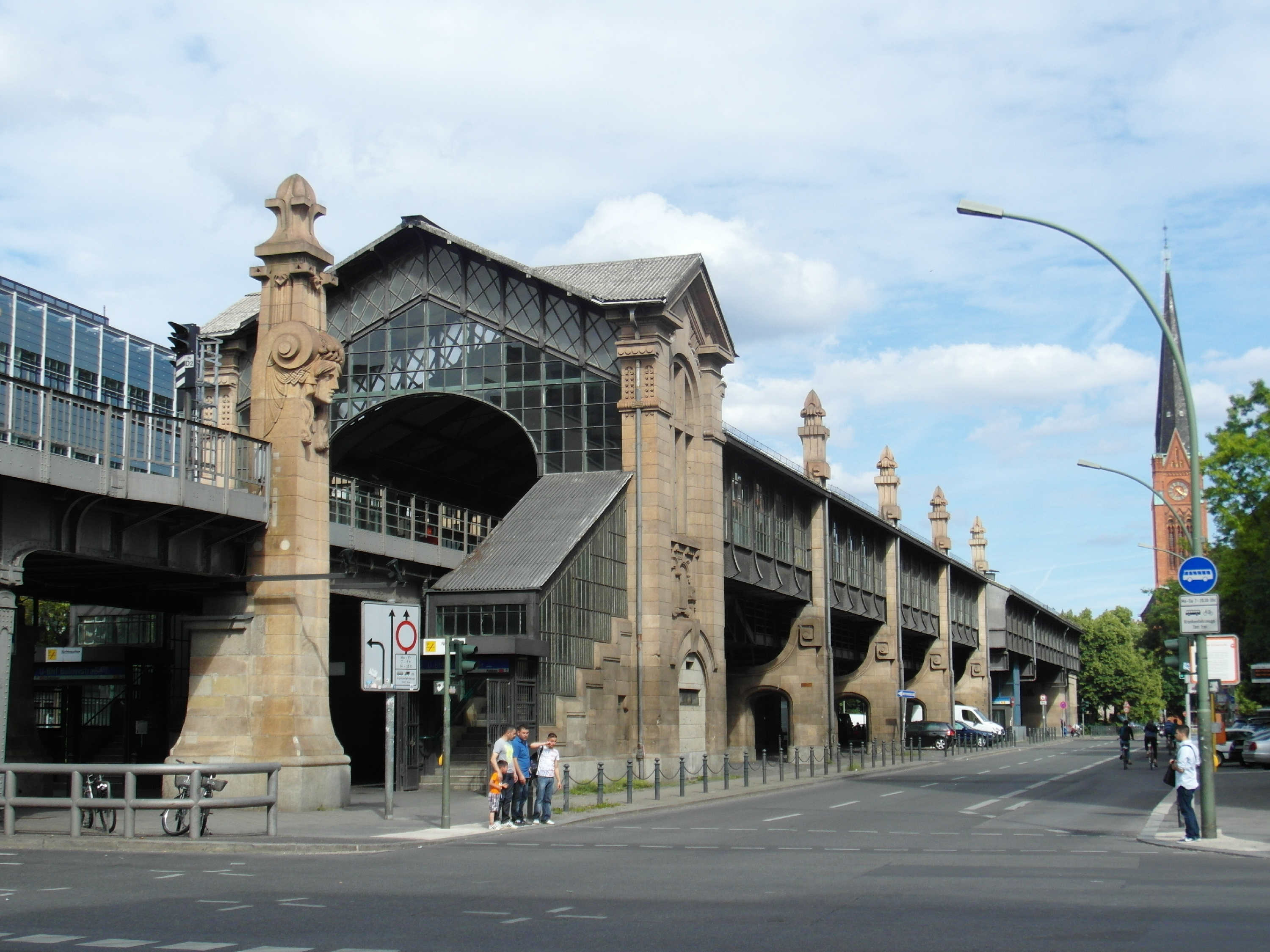
Bülowstraße

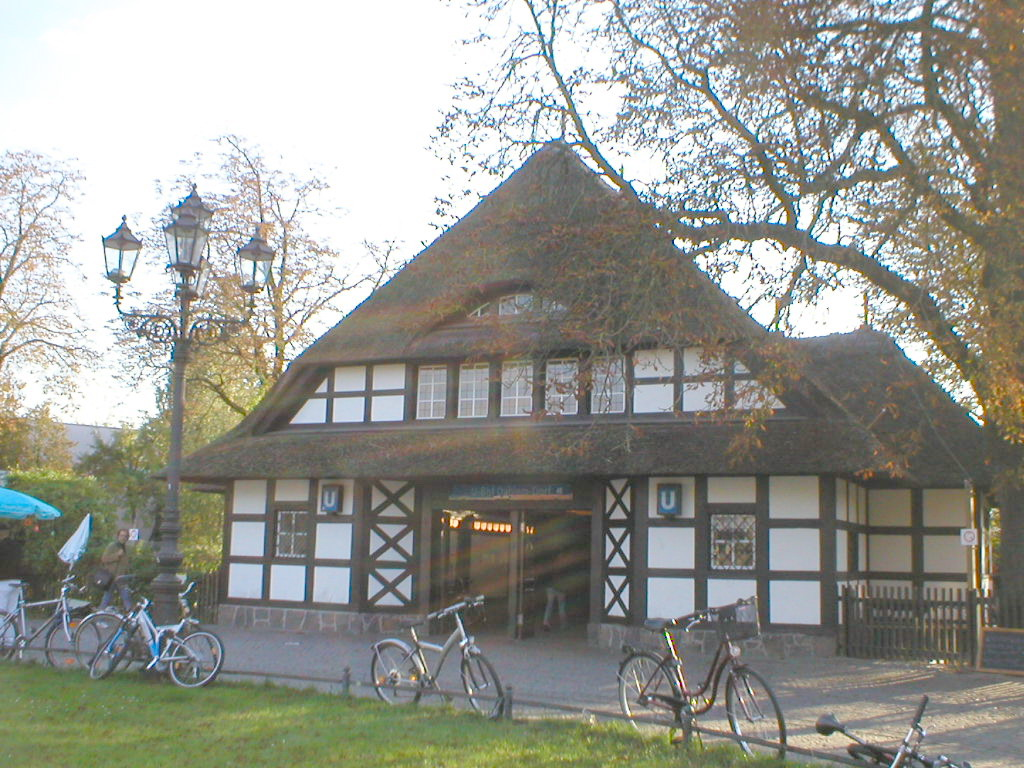
Dahlem-Dorf

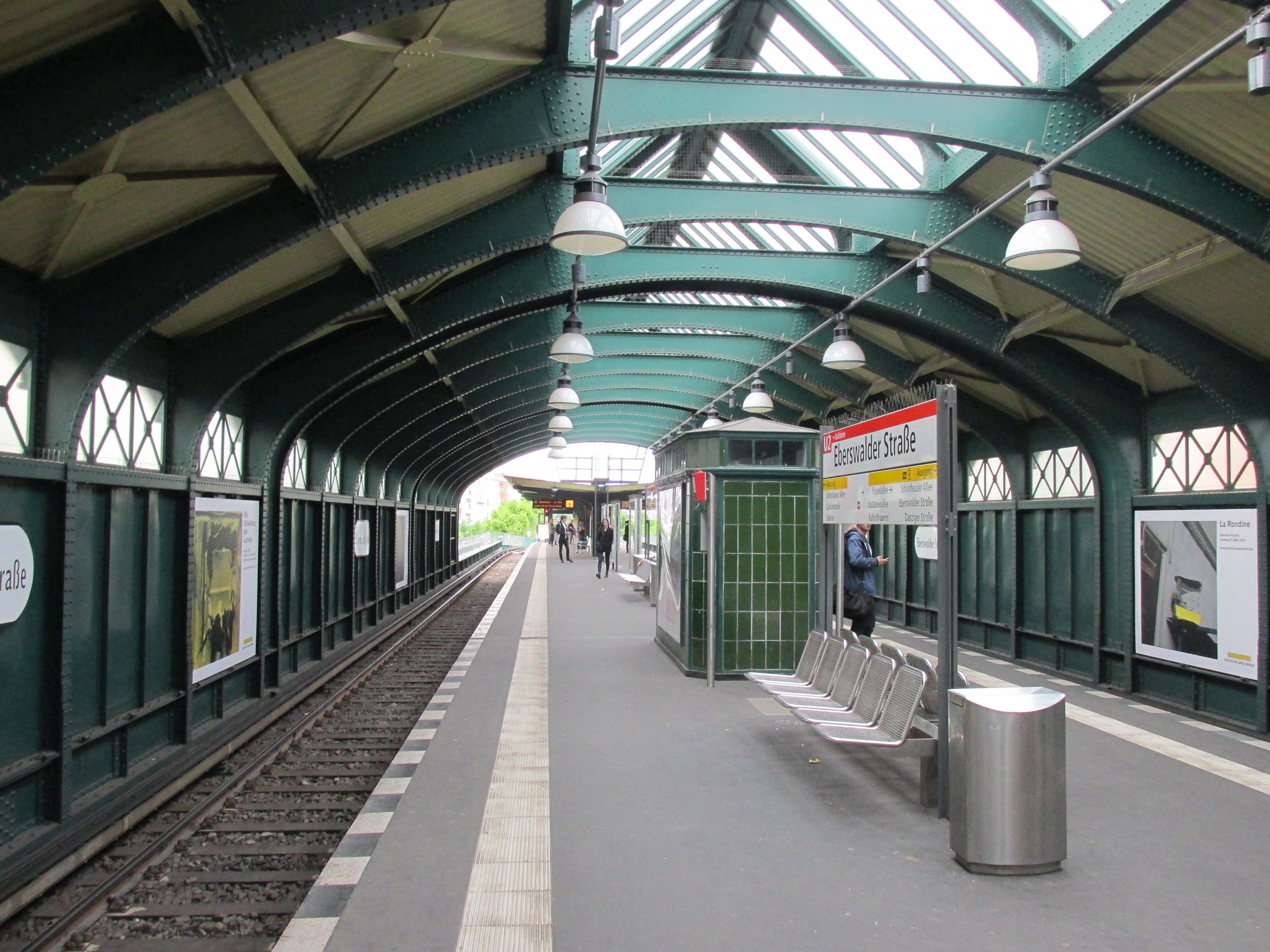
Eberswalder Straße

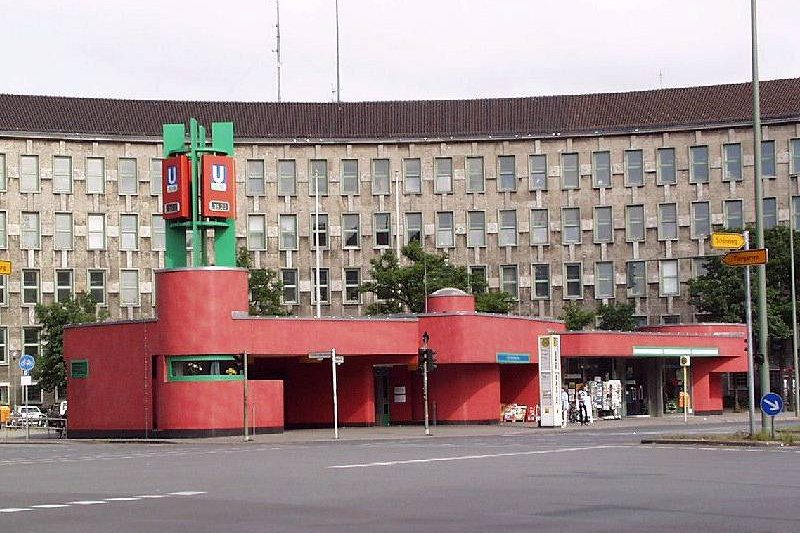
Fehrbelliner Platz

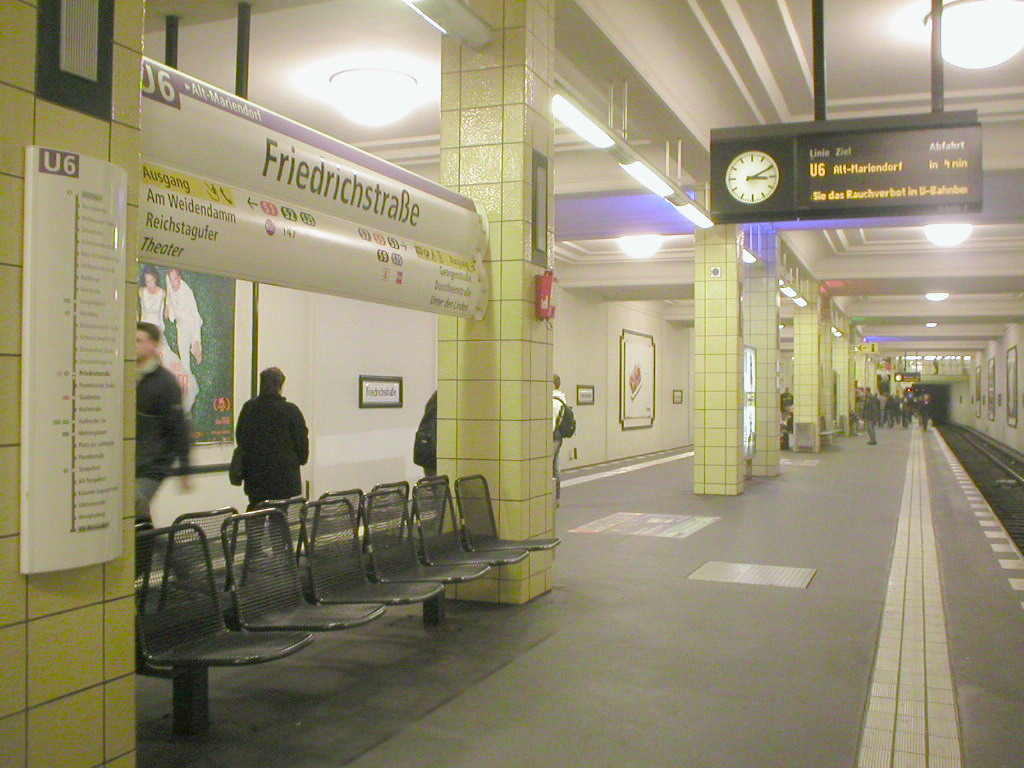
Friedrichstraße

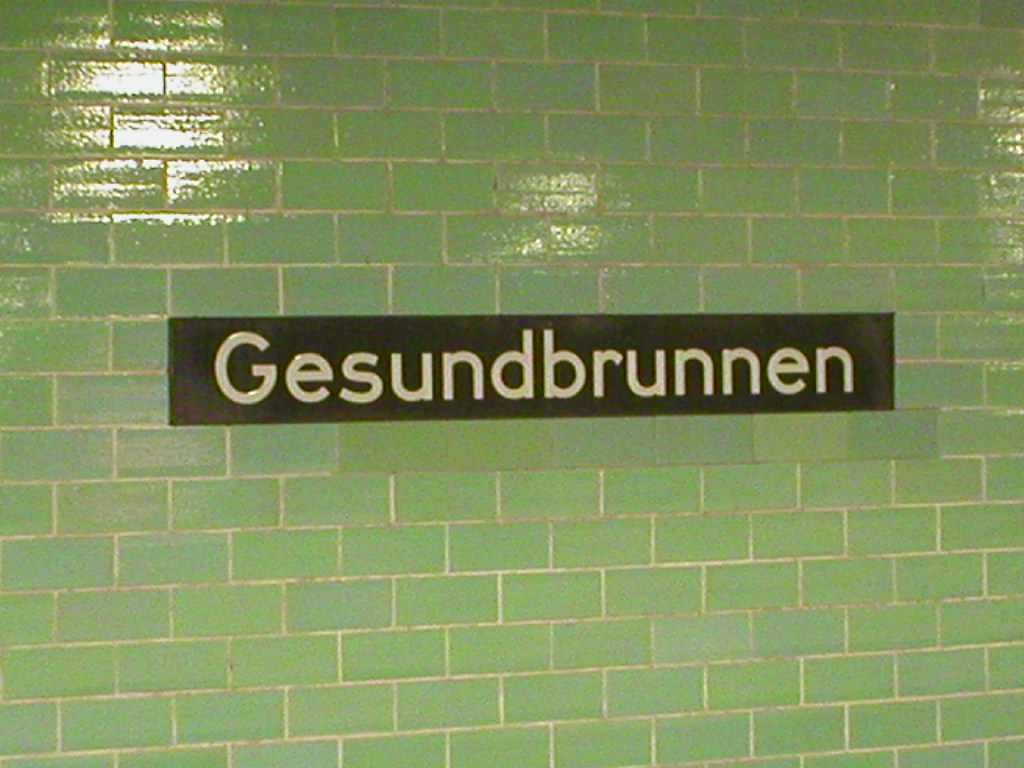
Gesundbrunnen

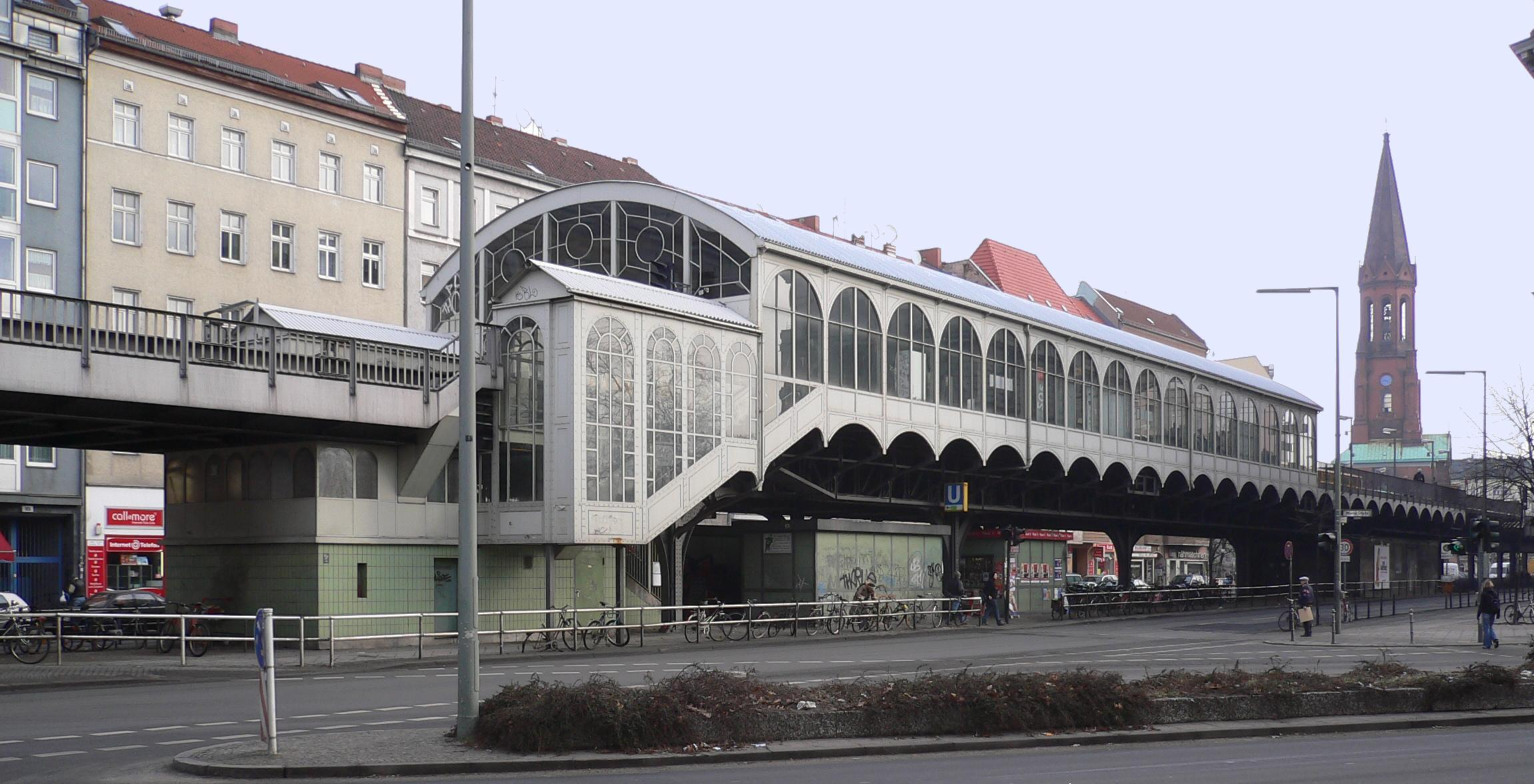
Görlitzer Bahnhof

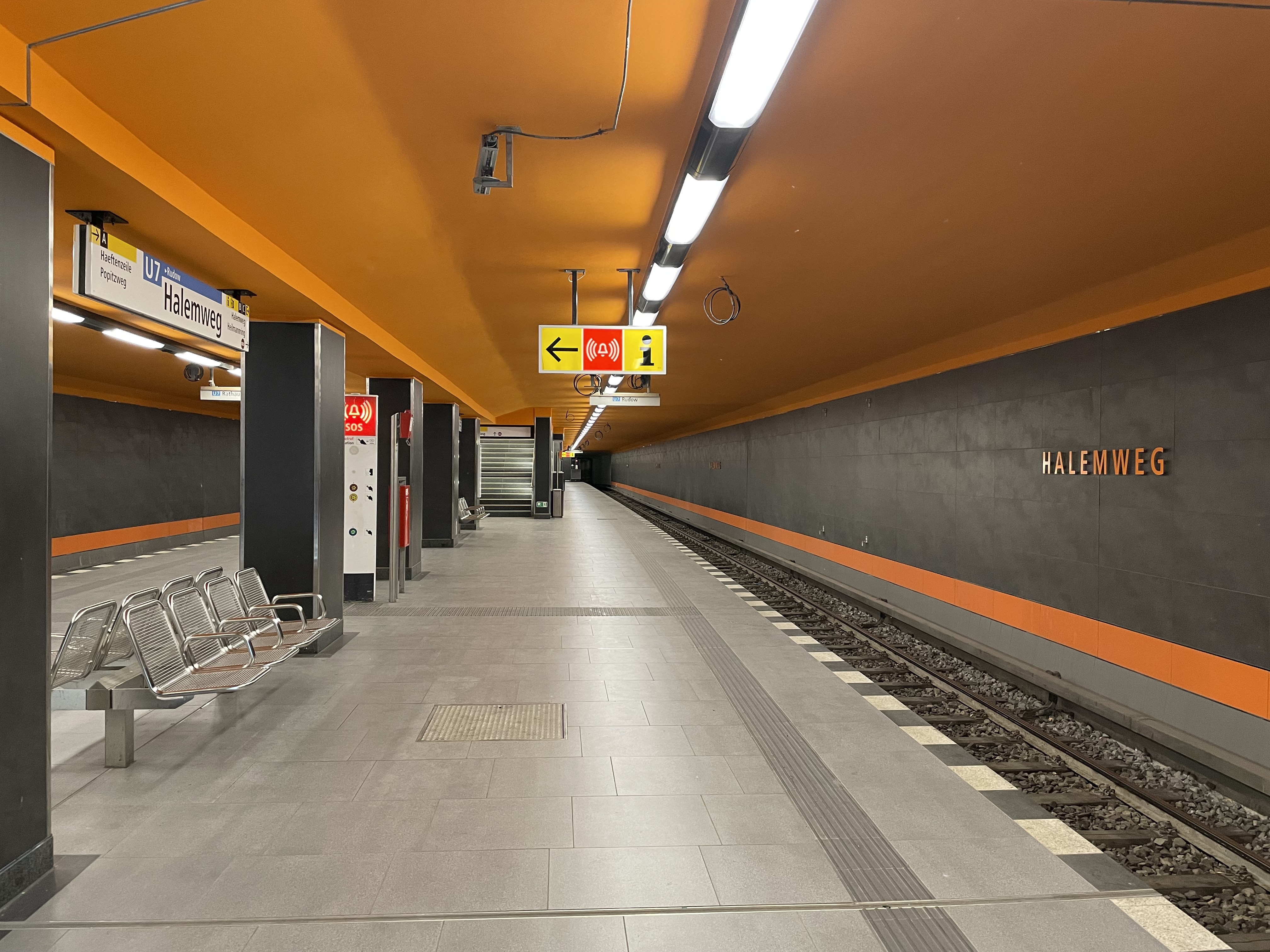
Halemweg

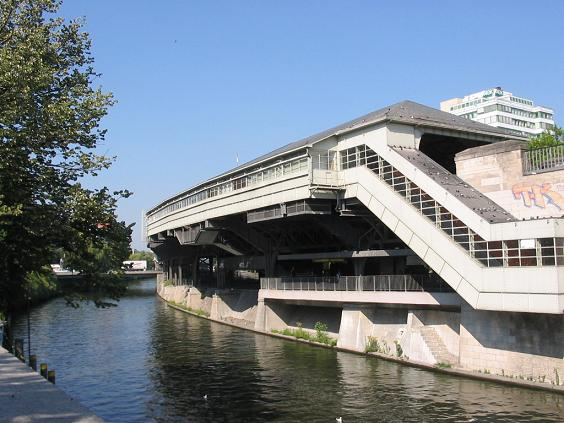
Hallesches Tor

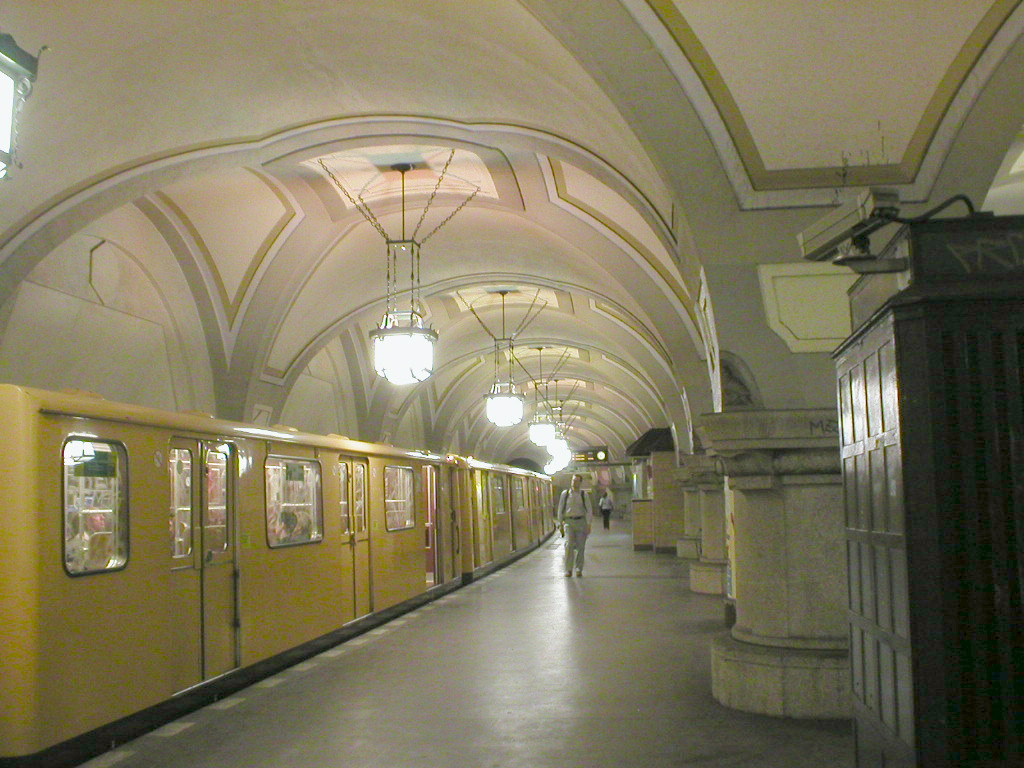
Heidelberger Platz

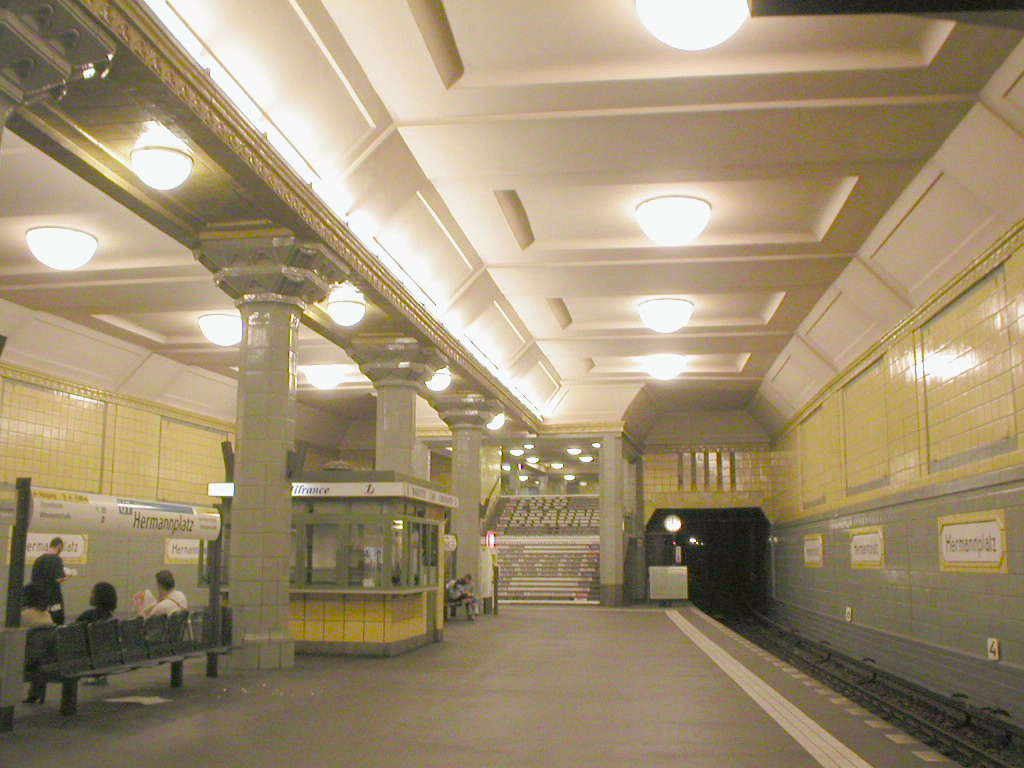
Hermannplatz

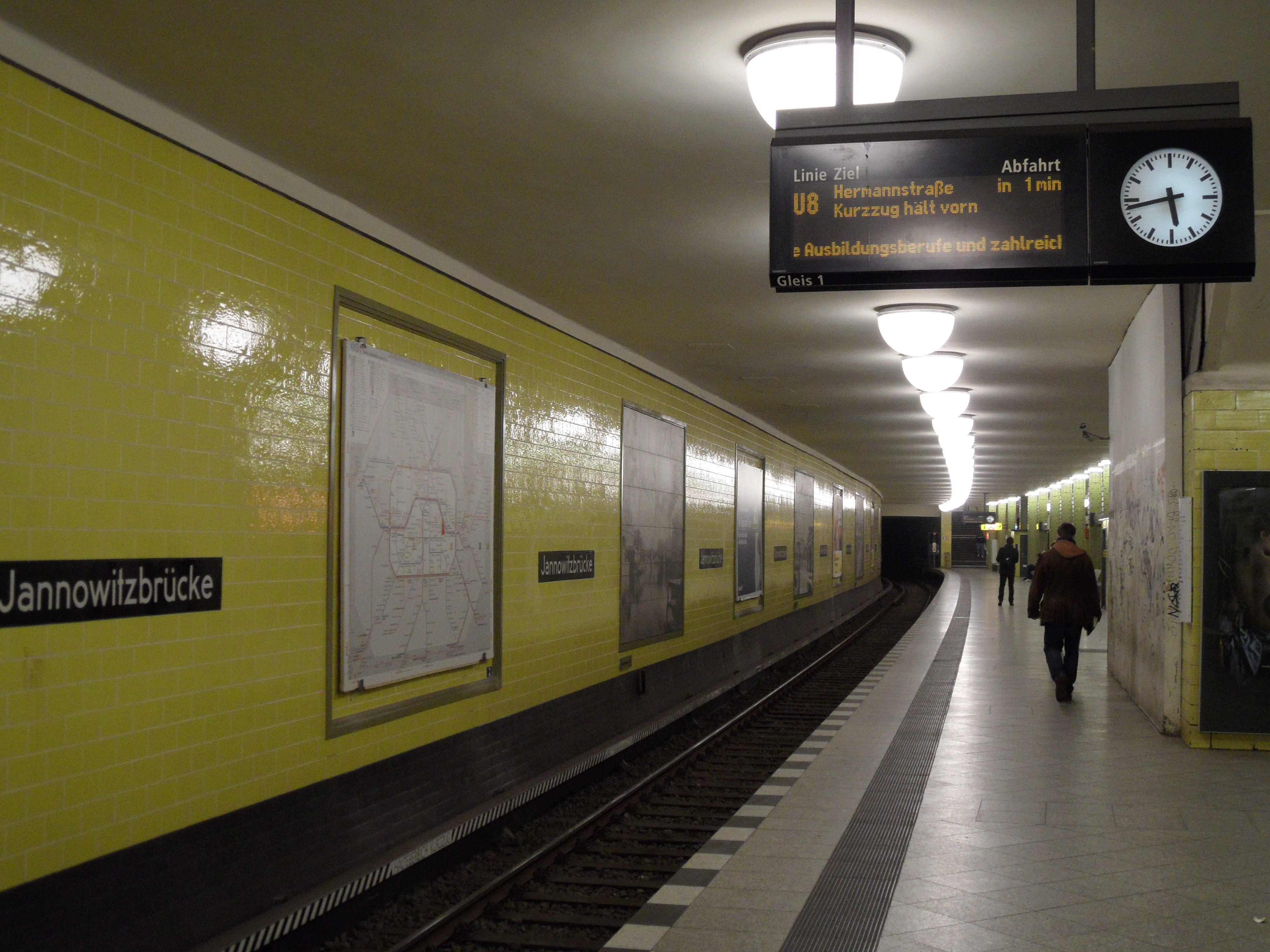
Jannowitzbrücke

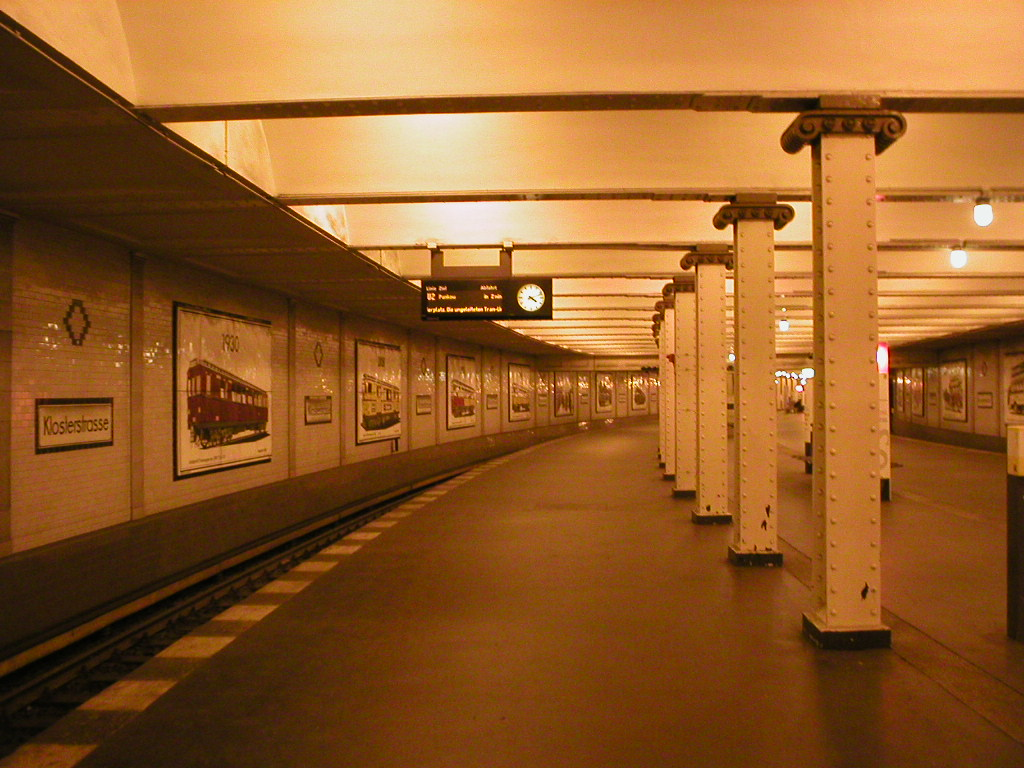
Klosterstraße

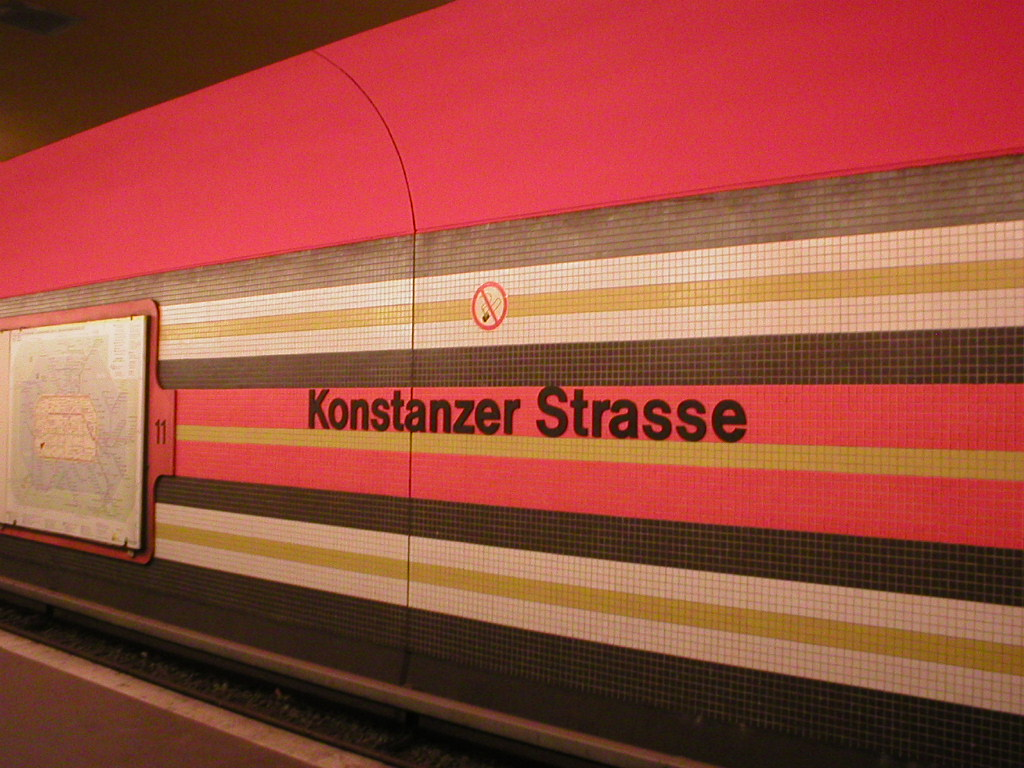
Konstanzer Straße

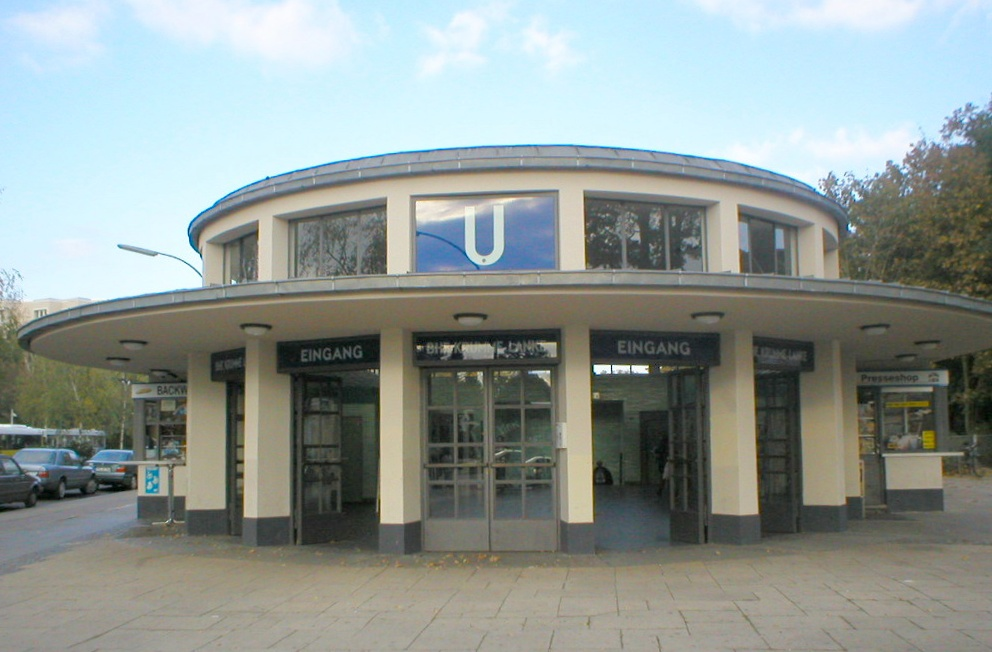
Krumme Lanke

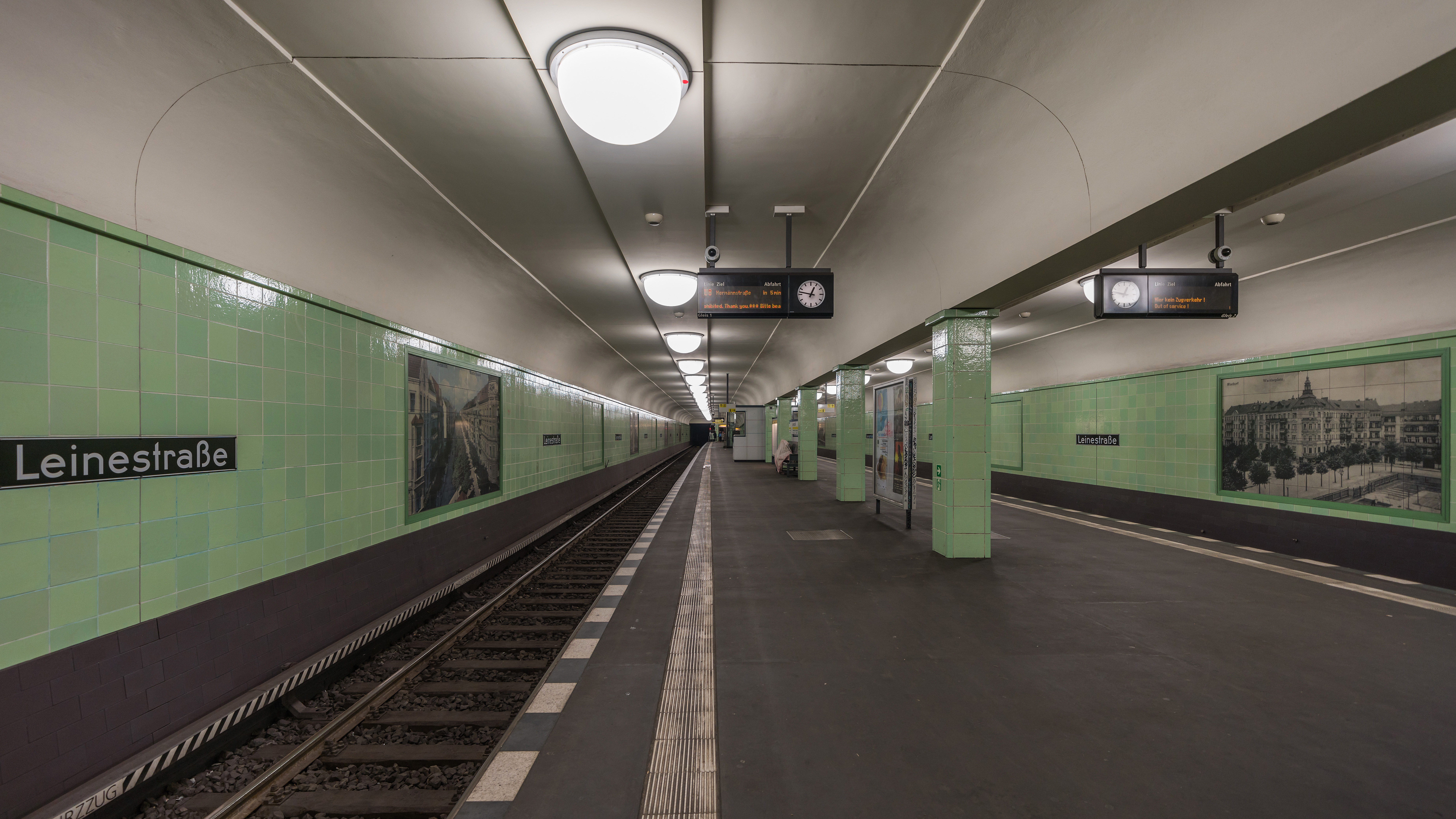
Leinestraße

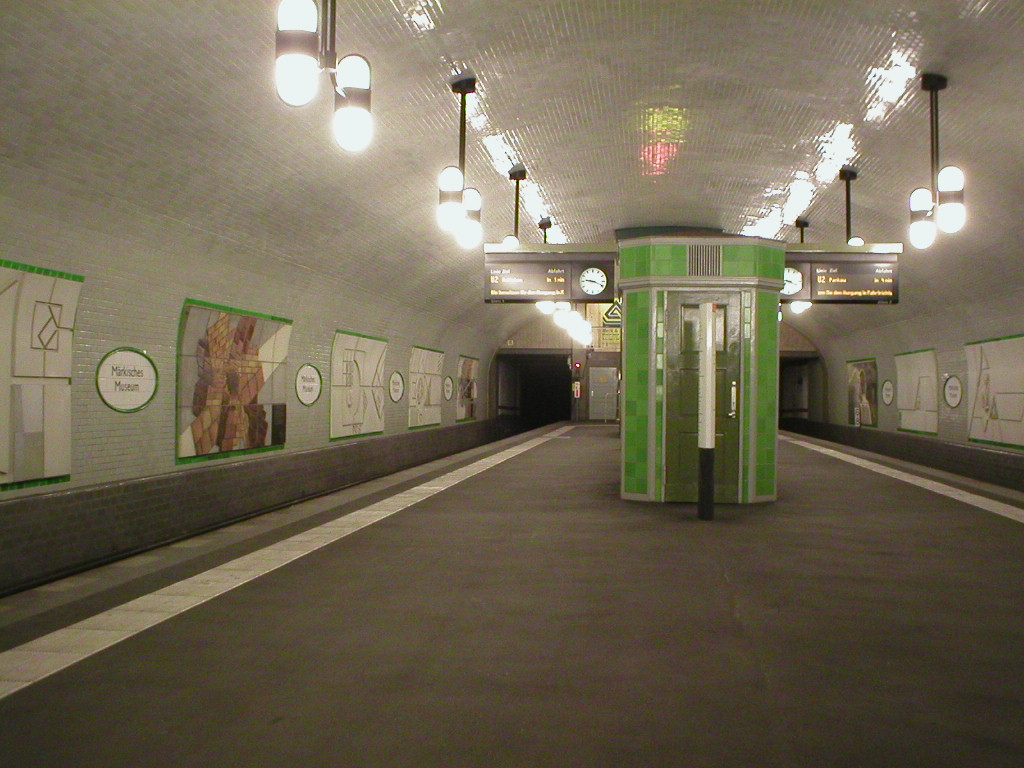
Märkisches Museum

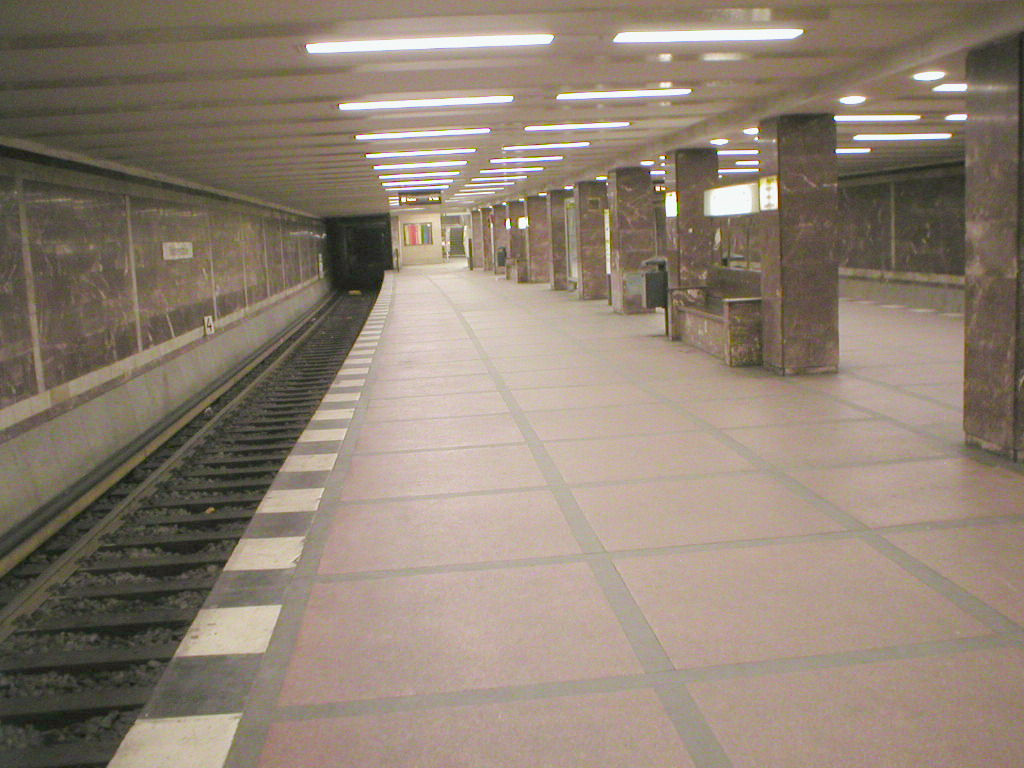
Mohrenstraße

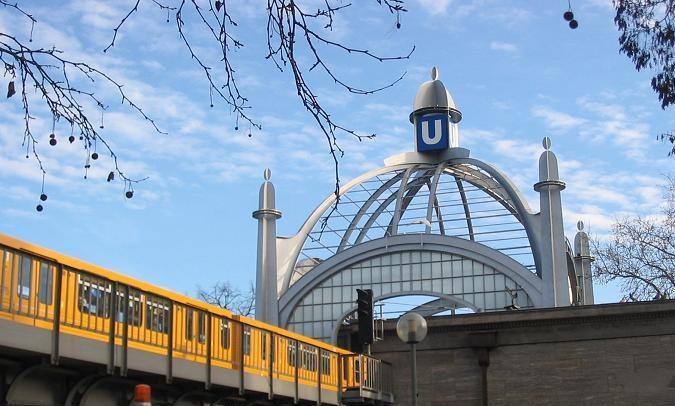
Nollendorfplatz

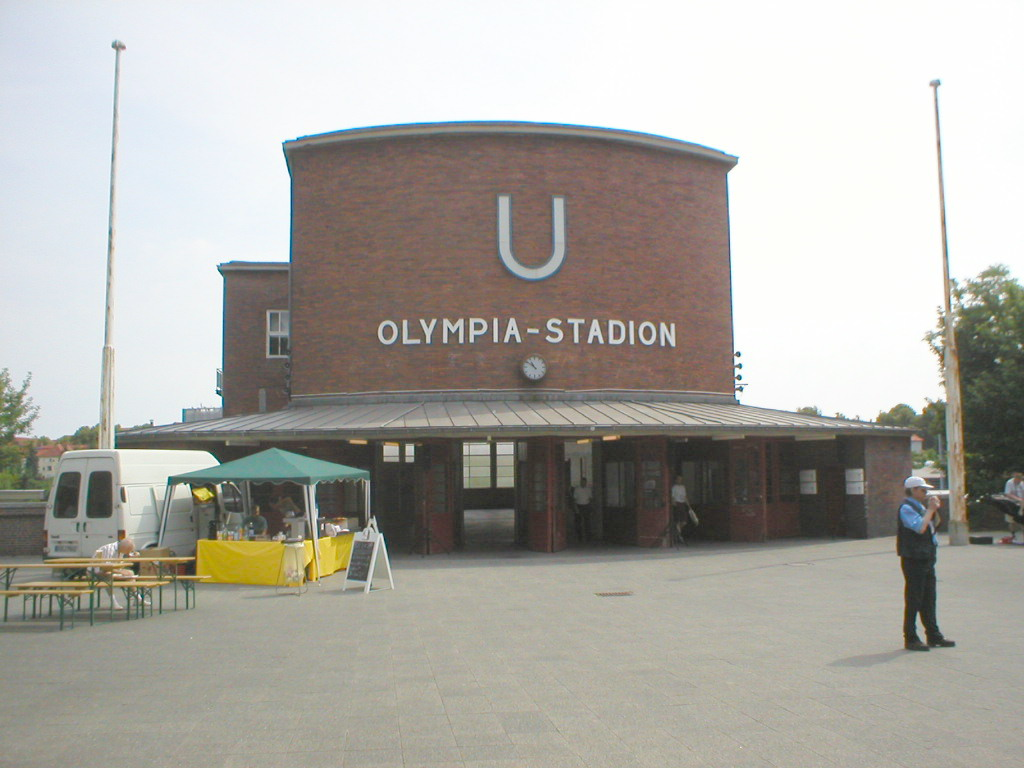
Olympia-Stadion

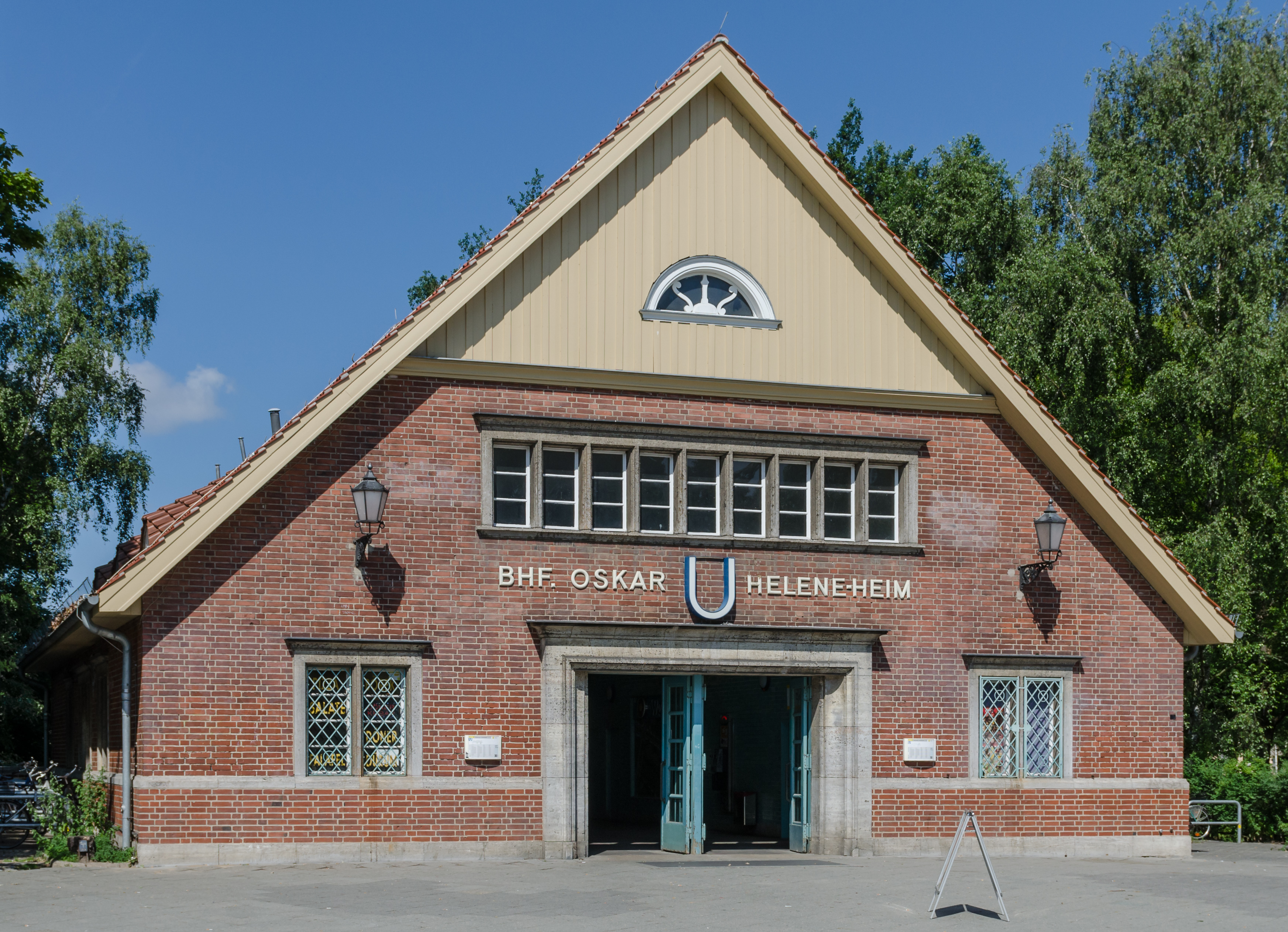
Oskar-Helene-Heim

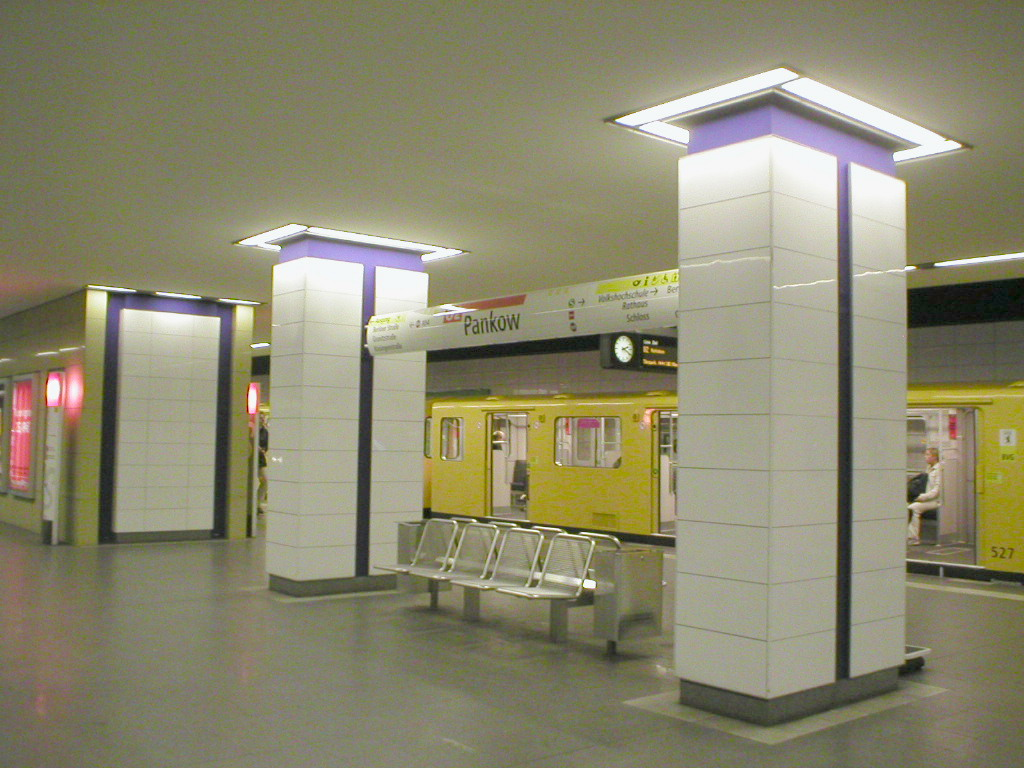
Pankow

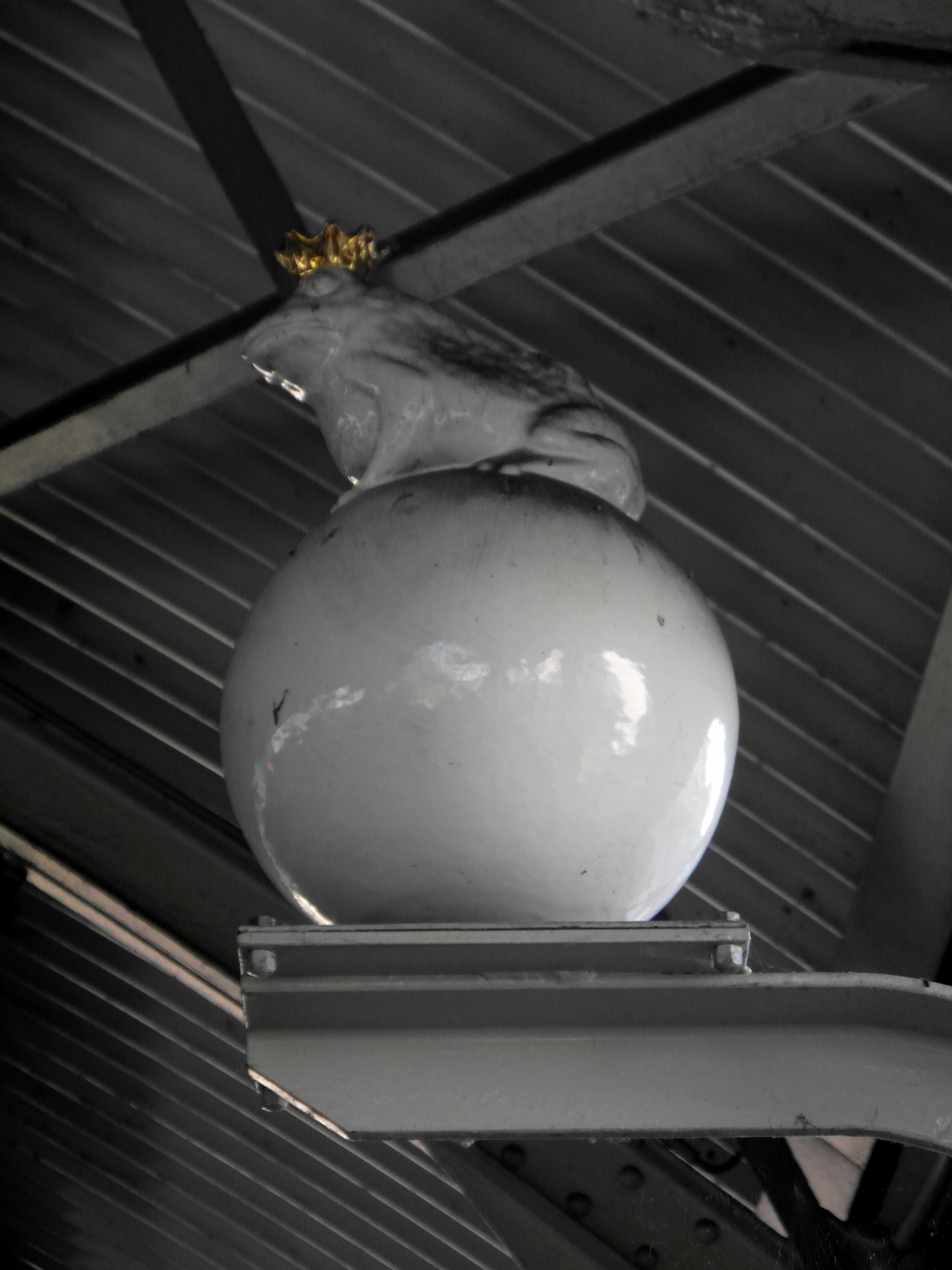
Prinzenstraße

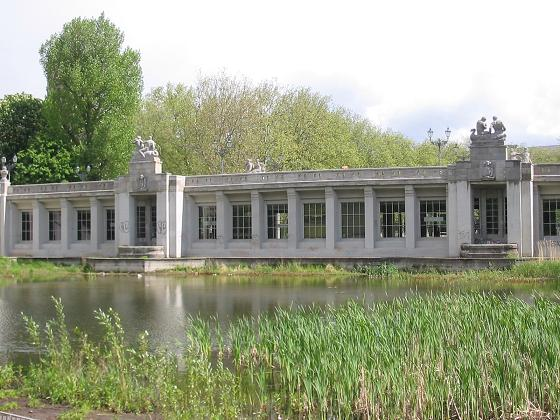
Rathaus Schöneberg

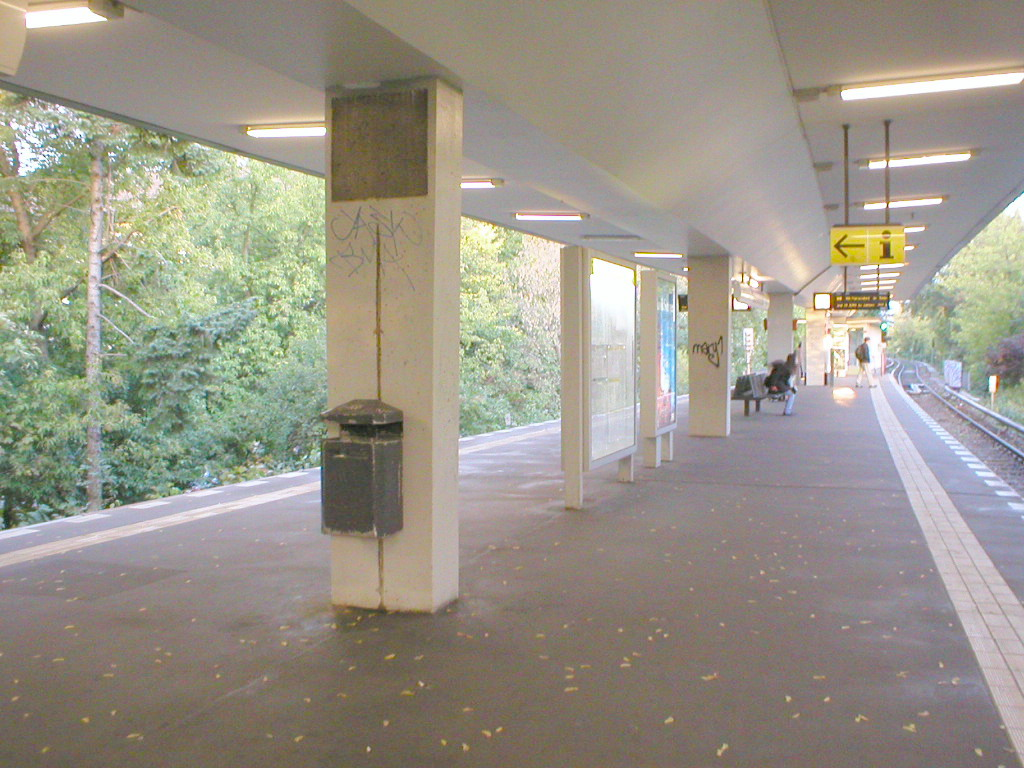
Scharnweberstraße

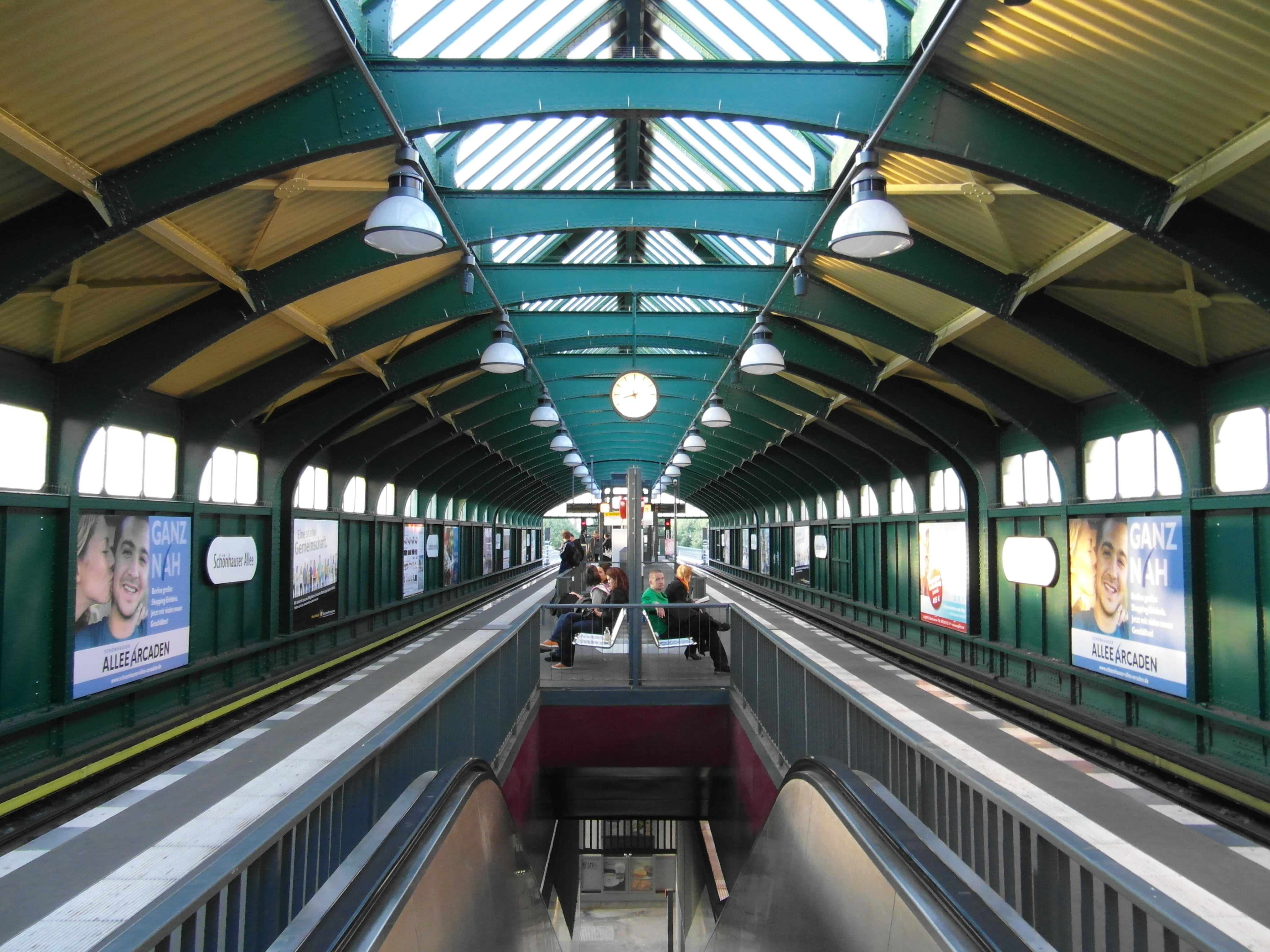
Schönhauser Allee

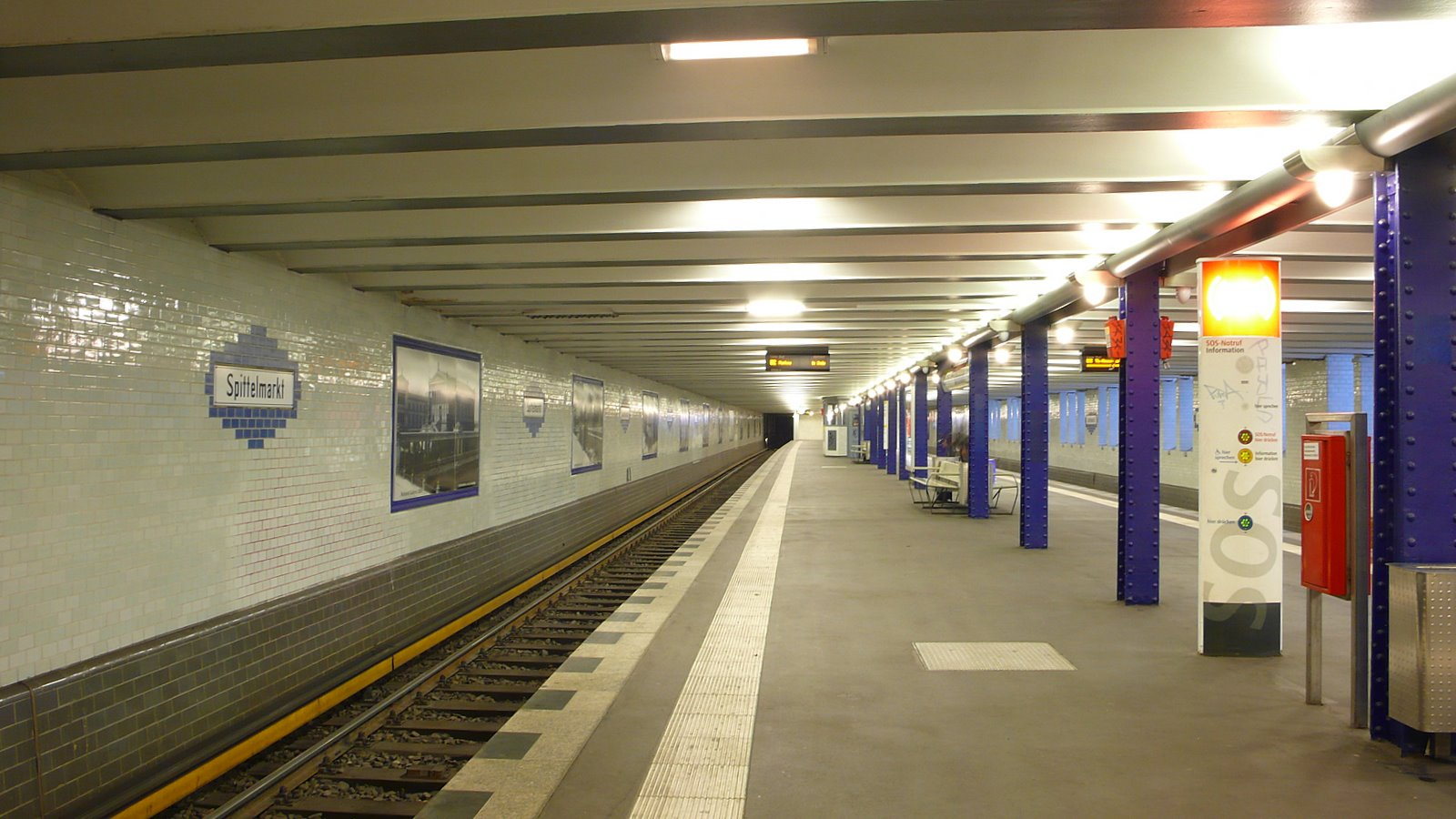
Spittelmarkt

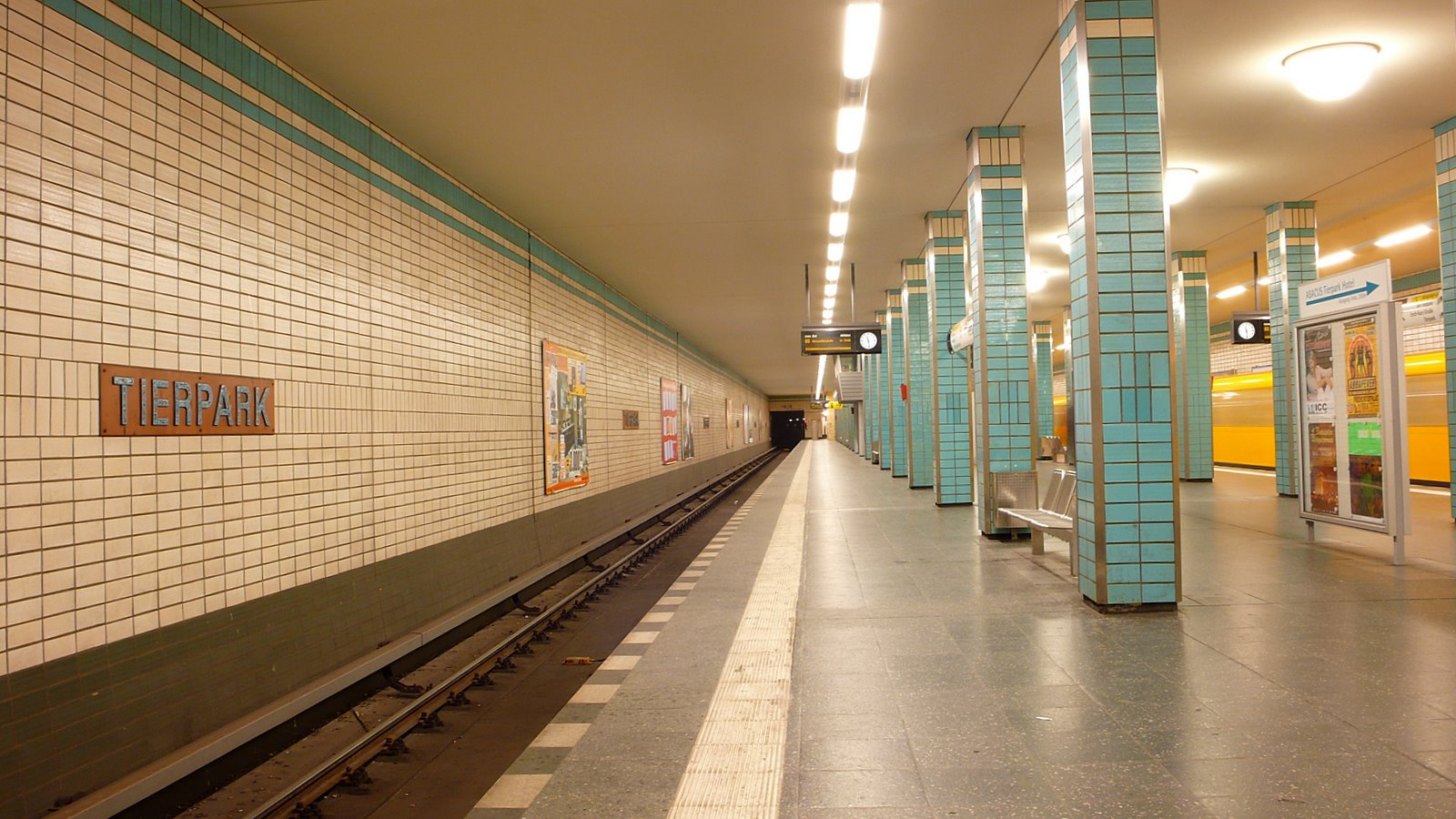
Tierpark

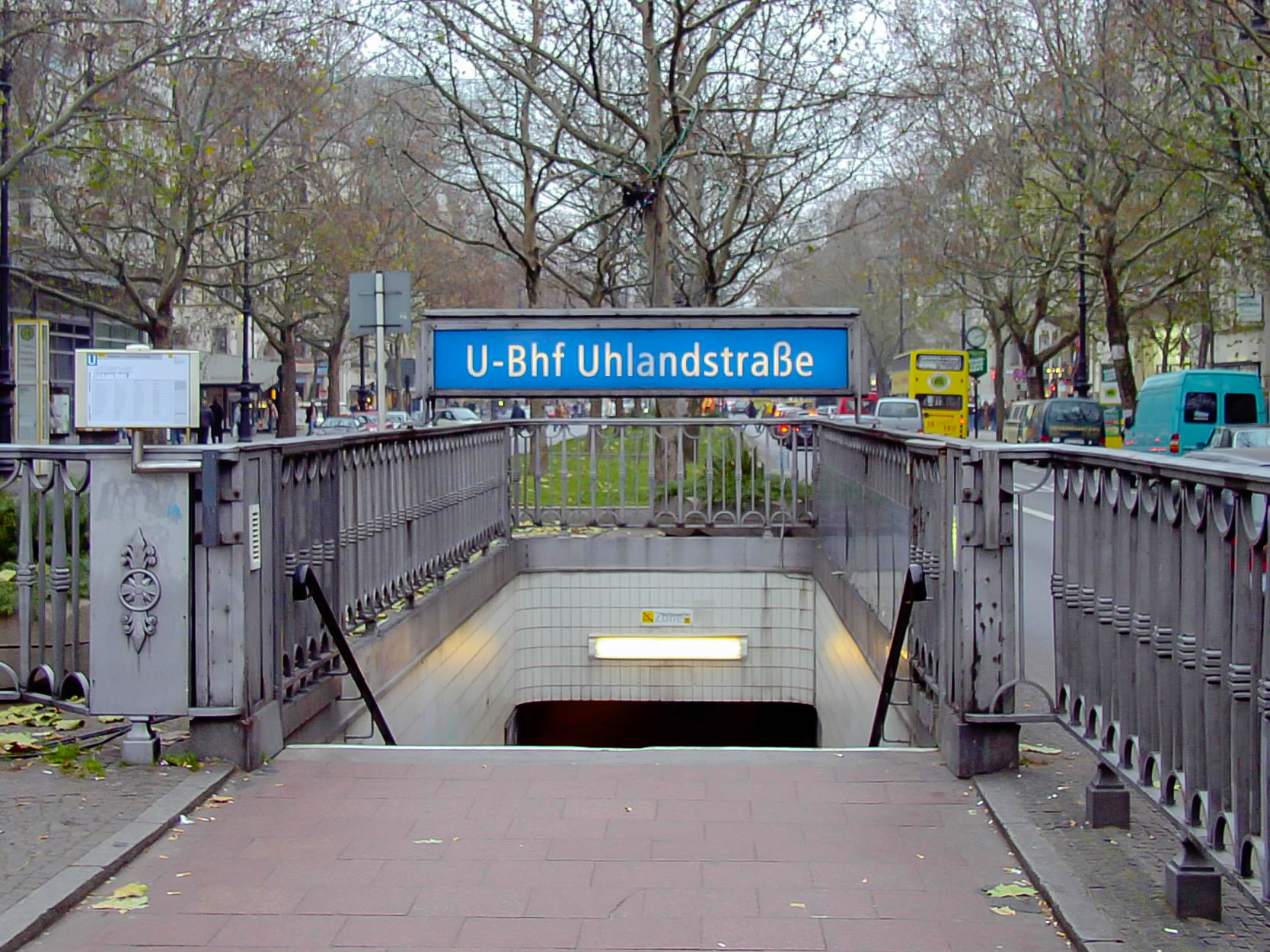
Uhlandstraße

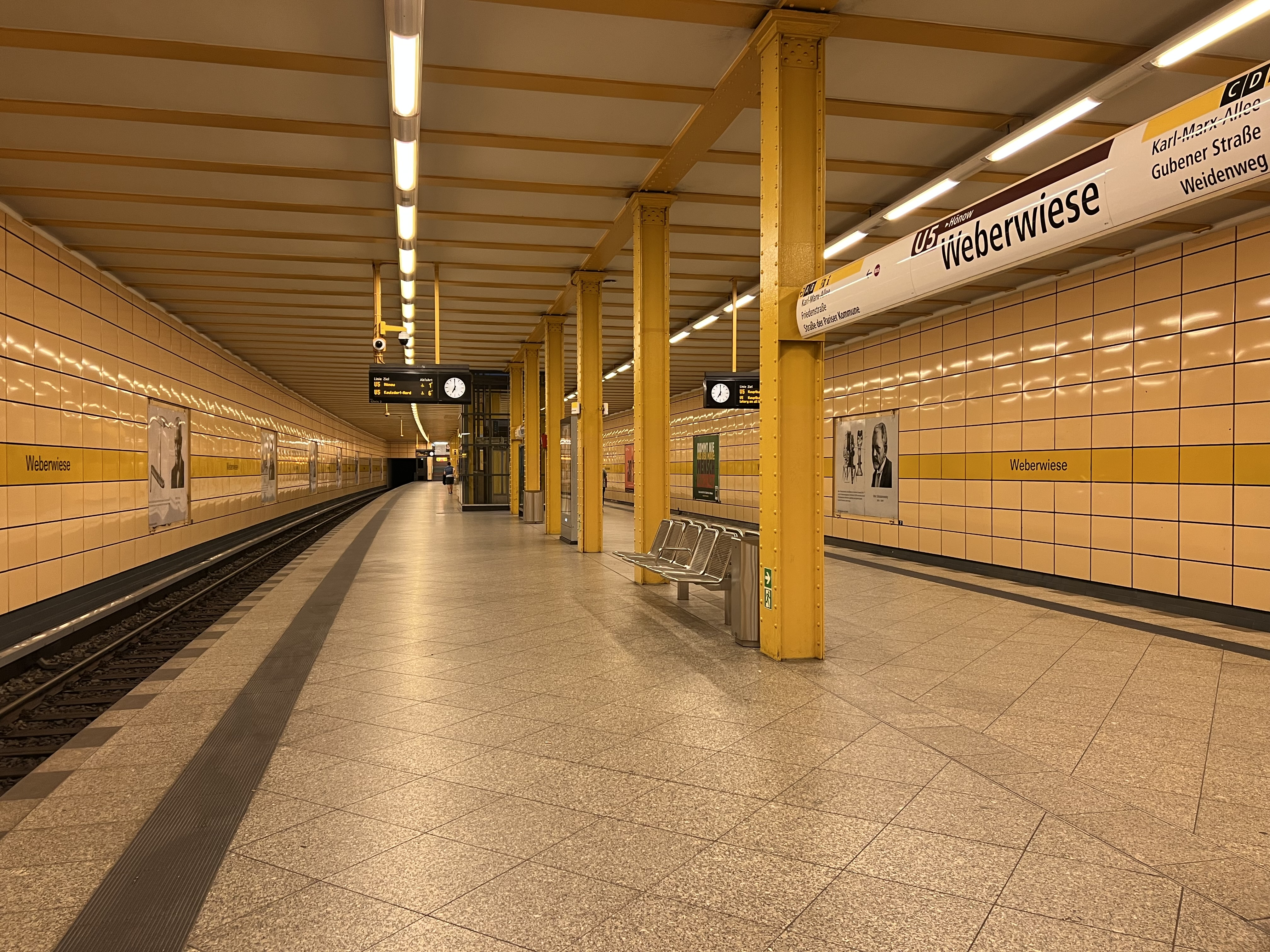
Weberwiese

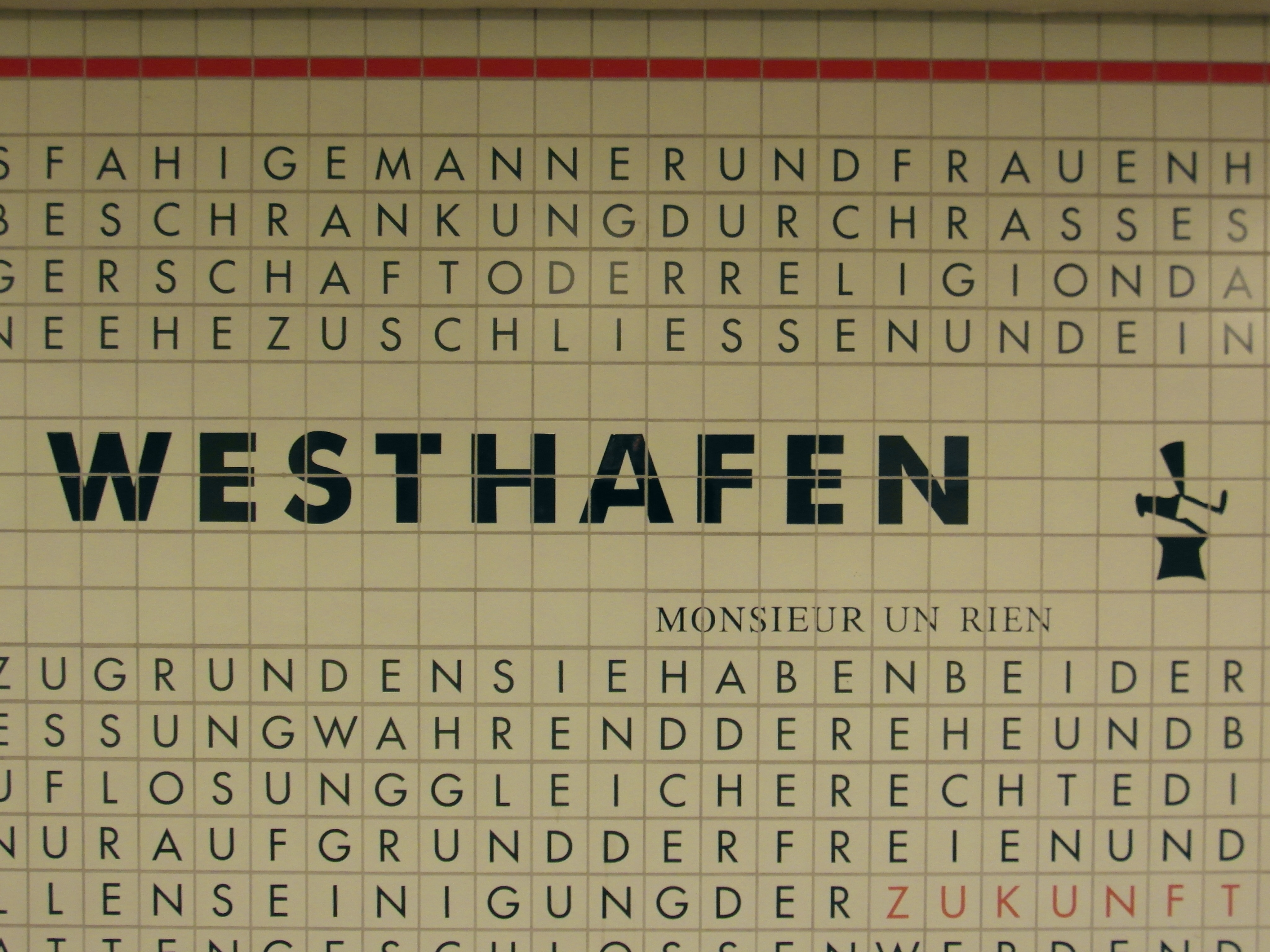
Westhafen et son thème littéraire, dont des citations en français d'Heinrich Heine, « Monsieur Un Rien ».

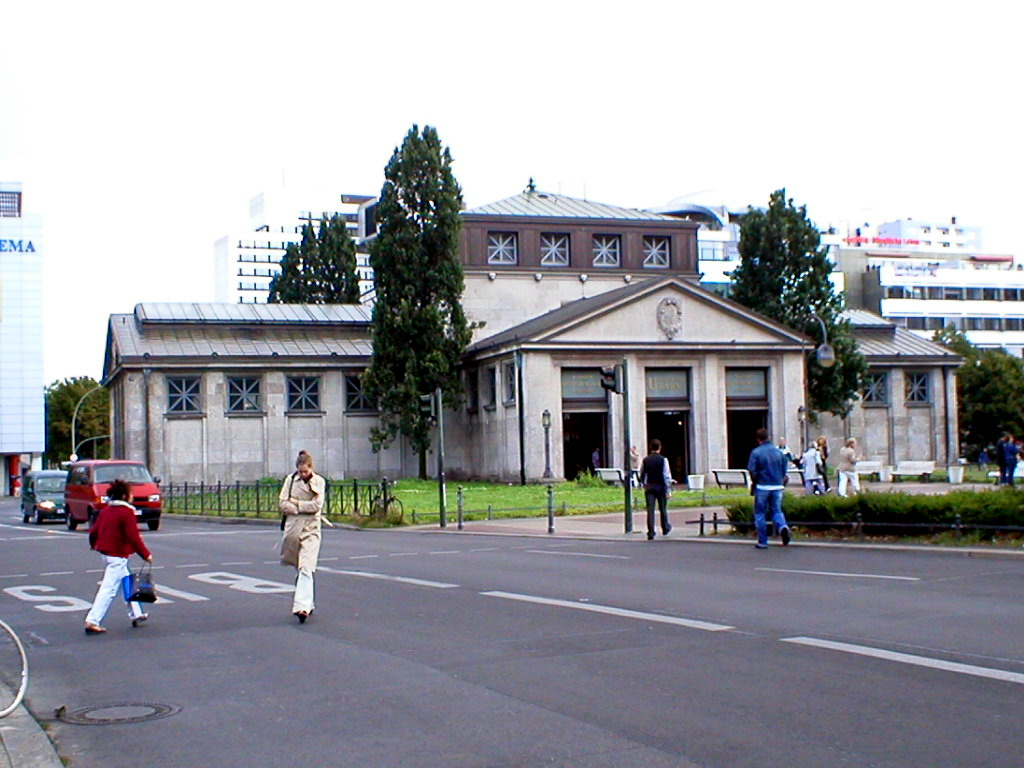
Wittenbergplatz

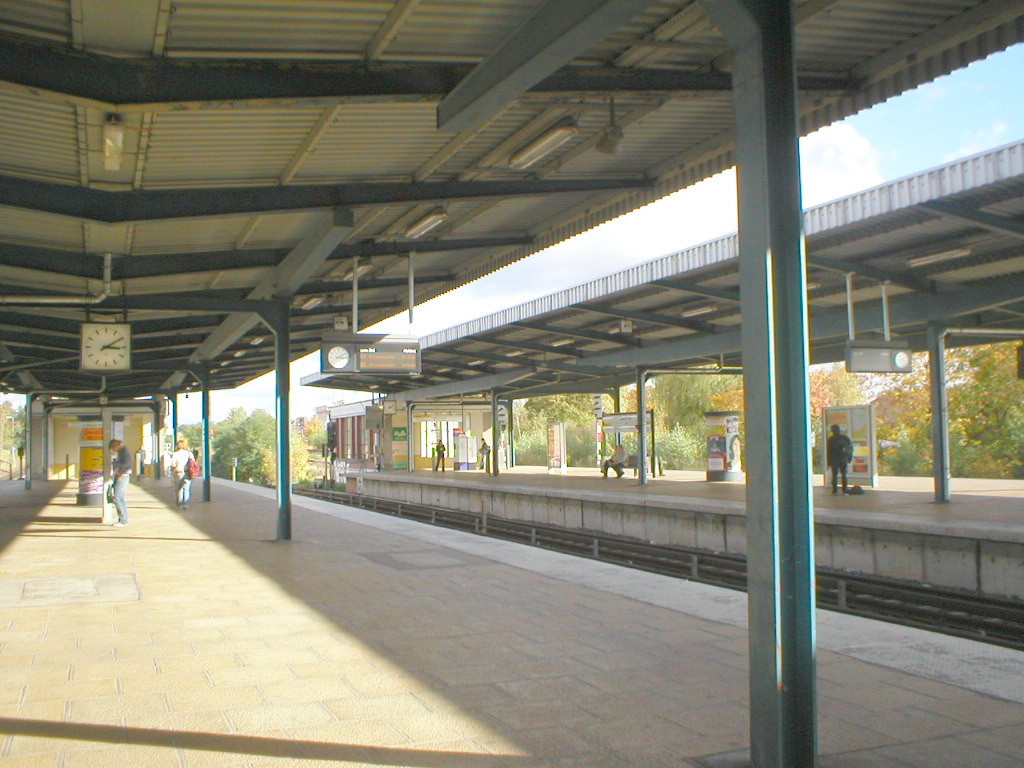
Wuhletal

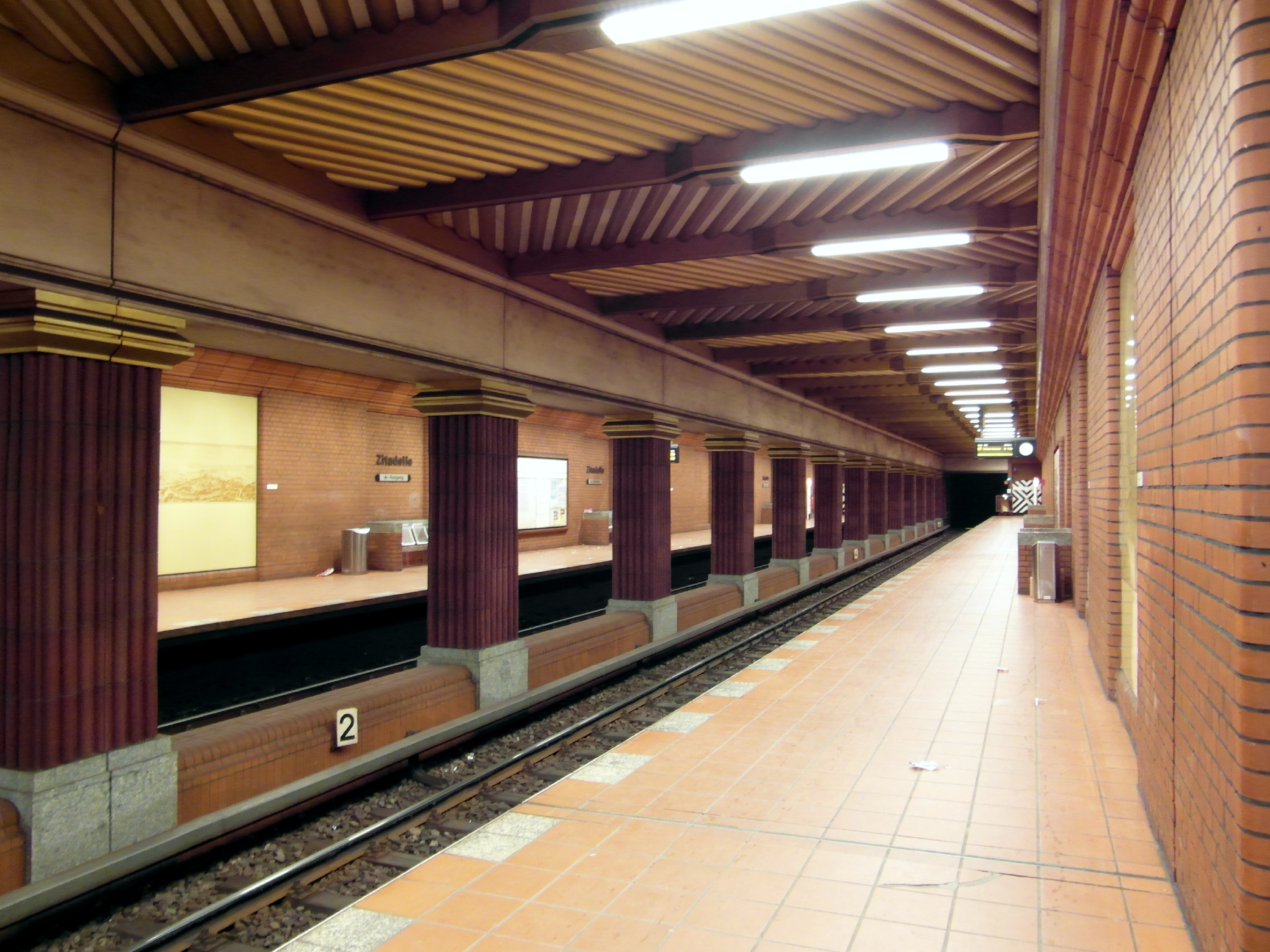
Zitadelle

- Station : station du métro de Berlin actuellement en service exploitées en monopole par la Berliner Verkehrsbetriebe (BVG). Le symbole  signale que les quais de la station sont accessibles aux fauteuils roulants par ascenseur ou rampe d'accès.
- Desserte : ligne du métro de Berlin qui dessert la station. La signalétique  est l'initiale de Untergrund-Bahnlinie, « ligne de train souterrain », c'est-à-dire « ligne de métro » en allemand, suivie du numéro de la ligne.
- Mise en service : Date de la première mise en service de la station aux voyageurs
- Position : Position des quais par rapport au sol :
  - souterraine, les quais sont dans une tranchée couverte à profondeur variable
  - en tranchée, les quais sont dans une tranchée à ciel ouvert à peu de profondeur
  - fleur de sol, les quais sont au niveau du sol
  - sur remblais, les quais sont exhaussés sur un remblai
  - aérienne, les quais sont surélevés sur un viaduc
- Quartier : Quartier de Berlin où se situe la station
- : Correspondance à des lignes du tramway et/ou de métrotram de Berlin exploitées en monopole par la Berliner Verkehrsbetriebe (BVG)
- : Correspondance à des lignes du S-Bahn (train express urbain) de Berlin exploitées en monopole par la Deutsche Bahn
- : Correspondance à des lignes régionales et interrégionales de trains (par ex. Regionalbahn, Regional-Express..)
- : Correspondance à des lignes nationales et internationales de trains à grande vitesse (par ex. Inter City Express (ICE), InterConnex...)

### A
| Station             | Desserte         | Mise en service  | Position    | Quartier        |                                                                               |  |  |  |
| ------------------- | ---------------- | ---------------- | ----------- | --------------- | ----------------------------------------------------------------------------- |  |  |  |
| Adenauerplatz       |                  | 28 avril 1978    | souterraine | Charlottenbourg |                                                                               |  |  |  |
| Afrikanische Straße |                  | 3 mai 1956       | souterraine | Wedding         |                                                                               |  |  |  |
| Alexanderplatz      |                  | 1er juillet 1913 | souterraine | Mitte           | Tramway de Berlin · Tramway de Berlin · Tramway de Berlin · Tramway de Berlin |  |  |  |
| Alexanderplatz      | 21 décembre 1930 |                  | souterraine | Mitte           | Tramway de Berlin · Tramway de Berlin · Tramway de Berlin · Tramway de Berlin |  |  |  |
| Alexanderplatz      | 18 avril 1930    |                  | souterraine | Mitte           | Tramway de Berlin · Tramway de Berlin · Tramway de Berlin · Tramway de Berlin |  |  |  |
| Alt-Mariendorf      |                  | 28 février 1966  | souterraine | Mariendorf      |                                                                               |  |  |  |
| Alt-Tegel           |                  | 31 mai 1958      | souterraine | Tegel           |                                                                               |  |  |  |
| Alt-Tempelhof       |                  | 28 février 1966  | souterraine | Tempelhof       |                                                                               |  |  |  |
| Altstadt Spandau    |                  | 1er octobre 1984 | souterraine | Spandau         |                                                                               |  |  |  |
| Amrumer Straße      |                  | 28 août 1961     | souterraine | Wedding         |                                                                               |  |  |  |
| Augsburger Straße   |                  | 8 mai 1961       | souterraine | Charlottenbourg |                                                                               |  |  |  |

### B
| Station           | Desserte        | Mise en service   | Position     | Quartier        |  |  |  |  |
| ----------------- | --------------- | ----------------- | ------------ | --------------- |  |  |  |  |
| Bayerischer Platz |                 | 19 janvier 1971   | souterraine  | Schöneberg      |  |  |  |  |
| Bayerischer Platz | 29 janvier 1971 |                   | souterraine  | Schöneberg      |  |  |  |  |
| Berliner Straße   |                 | 29 janvier 1971   | souterraine  | Wilmersdorf     |  |  |  |  |
| Berliner Straße   |                 | 29 janvier 1971   | souterraine  | Wilmersdorf     |  |  |  |  |
| Bernauer Straße   |                 | 18 avril 1930     | souterraine  | Mitte           |  |  |  |  |
| Biesdorf-Süd      |                 | 1er juillet 1988  | fleur de sol | Biesdorf        |  |  |  |  |
| Birkenstraße      |                 | 28 août 1961      | souterraine  | Moabit          |  |  |  |  |
| Bismarckstraße    |                 | 28 avril 1978     | souterraine  | Charlottenbourg |  |  |  |  |
| Bismarckstraße    |                 | 28 avril 1978     | souterraine  | Charlottenbourg |  |  |  |  |
| Blaschkoallee     |                 | 29 septembre 1963 | souterraine  | Britz           |  |  |  |  |
| Blissestraße      |                 | 29 janvier 1971   | souterraine  | Wilmersdorf     |  |  |  |  |
| Boddinstraße      |                 | 17 juillet 1927   | souterraine  | Neukölln        |  |  |  |  |
| Borsigwerke       |                 | 31 mai 1958       | souterraine  | Tegel           |  |  |  |  |
| Brandenburger Tor |                 | 8 août 2009       | souterraine  | Mitte           |  |  |  |  |
| Breitenbachplatz  |                 | 12 octobre 1913   | souterraine  | Dahlem          |  |  |  |  |
| Britz-Süd         |                 | 29 septembre 1963 | souterraine  | Britz           |  |  |  |  |
| Bülowstraße       |                 | 11 mars 1902      | aérienne     | Schöneberg      |  |  |  |  |
| Bundesplatz       |                 | 29 janvier 1971   | souterraine  | Wilmersdorf     |  |  |  |  |
| Bundestag         |                 | 8 août 2009       | souterraine  | Tiergarten      |  |  |  |  |

### C
| Station          | Desserte | Mise en service  | Position     | Quartier    |  |  |  |  |
| ---------------- | -------- | ---------------- | ------------ | ----------- |  |  |  |  |
| Cottbusser Platz |          | 1er juillet 1989 | fleur de sol | Hellersdorf |  |  |  |  |

### D
| Station       | Desserte | Mise en service | Position    | Quartier        |  |  |  |  |
| ------------- | -------- | --------------- | ----------- | --------------- |  |  |  |  |
| Dahlem-Dorf   |          | 12 octobre 1913 | en tranchée | Dahlem          |  |  |  |  |
| Deutsche Oper |          | 14 mai 1906     | souterraine | Charlottenbourg |  |  |  |  |

### E
| Station             | Desserte | Mise en service  | Position     | Quartier        |                                                           |  |  |  |
| ------------------- | -------- | ---------------- | ------------ | --------------- | --------------------------------------------------------- |  |  |  |
| Eberswalder Straße  |          | 27 juillet 1913  | aérienne     | Prenzlauer Berg | Tramway de Berlin · Tramway de Berlin · Tramway de Berlin |  |  |  |
| Eisenacher Straße   |          | 29 janvier 1971  | souterraine  | Schöneberg      |                                                           |  |  |  |
| Elsterwerdaer Platz |          | 21 juillet 1988  | sur remblais | Biesdorf        |                                                           |  |  |  |
| Ernst-Reuter-Platz  |          | 14 décembre 1902 | souterraine  | Charlottenbourg |                                                           |  |  |  |

### F
| Station                           | Desserte        | Mise en service  | Position    | Quartier        |                                       |  |  |  |
| --------------------------------- | --------------- | ---------------- | ----------- | --------------- | ------------------------------------- |  |  |  |
| Fehrbelliner Platz                |                 | 12 octobre 1913  | souterraine | Wilmersdorf     |                                       |  |  |  |
| Fehrbelliner Platz                | 29 janvier 1971 |                  | souterraine | Wilmersdorf     |                                       |  |  |  |
| Frankfurter Allee                 |                 | 21 décembre 1930 | souterraine | Friedrichshain  | Tramway de Berlin · Tramway de Berlin |  |  |  |
| Frankfurter Tor                   |                 | 21 décembre 1930 | souterraine | Friedrichshain  | Tramway de Berlin · Tramway de Berlin |  |  |  |
| Franz-Neumann-Platz Am Schäfersee |                 | 27 avril 1987    | souterraine | Reinickendorf   |                                       |  |  |  |
| Freie Universität Thielplatz      |                 | 12 octobre 1913  | en tranchée | Dahlem          |                                       |  |  |  |
| Friedrichsfelde                   |                 | 21 décembre 1930 | souterraine | Friedrichsfelde |                                       |  |  |  |
| Friedrichstraße                   |                 | 30 janvier 1923  | souterraine | Mitte           | Tramway de Berlin                     |  |  |  |
| Friedrich-Wilhelm-Platz           |                 | 29 janvier 1971  | souterraine | Friedenau       |                                       |  |  |  |

### G
| Station           | Desserte | Mise en service  | Position    | Quartier      |  |  |  |  |
| ----------------- | -------- | ---------------- | ----------- | ------------- |  |  |  |  |
| Gesundbrunnen     |          | 18 avril 1930    | souterraine | Gesundbrunnen |  |  |  |  |
| Gleisdreieck      |          | 3 novembre 1912  | aérienne    | Kreuzberg     |  |  |  |  |
| Gleisdreieck      |          | 3 novembre 1912  | aérienne    | Kreuzberg     |  |  |  |  |
| Gleisdreieck      |          | 3 novembre 1912  | aérienne    | Kreuzberg     |  |  |  |  |
| Gneisenaustraße   |          | 19 avril 1924    | souterraine | Kreuzberg     |  |  |  |  |
| Görlitzer Bahnhof |          | 18 février 1902  | aérienne    | Kreuzberg     |  |  |  |  |
| Grenzallee        |          | 21 décembre 1930 | souterraine | Britz         |  |  |  |  |
| Güntzelstraße     |          | 29 janvier 1971  | souterraine | Wilmersdorf   |  |  |  |  |

### H
| Station                      | Desserte        | Mise en service  | Position     | Quartier              |                                                           |  |  |  |
| ---------------------------- | --------------- | ---------------- | ------------ | --------------------- | --------------------------------------------------------- |  |  |  |
| Halemweg                     |                 | 1er octobre 1980 | souterraine  | Charlottenbourg- Nord |                                                           |  |  |  |
| Hallesches Tor               |                 | 18 février 1902  | aérienne     | Kreuzberg             |                                                           |  |  |  |
| Hallesches Tor               |                 | 18 février 1902  | aérienne     | Kreuzberg             |                                                           |  |  |  |
| Hallesches Tor               |                 | 30 janvier 1923  | souterraine  | Kreuzberg             |                                                           |  |  |  |
| Hansaplatz                   |                 | 28 août 1961     | souterraine  | Hansaviertel          |                                                           |  |  |  |
| Haselhorst                   |                 | 1er octobre 1984 | souterraine  | Haselhorst            |                                                           |  |  |  |
| Hauptbahnhof (Gare centrale) |                 | 8 août 2009      | souterraine  | Moabit                | Tramway de Berlin · Tramway de Berlin · Tramway de Berlin |  |  |  |
| Hausvogteiplatz              |                 | 1er octobre 1908 | souterraine  | Mitte                 |                                                           |  |  |  |
| Heidelberger Platz           |                 | 12 octobre 1913  | souterraine  | Wilmersdorf           |                                                           |  |  |  |
| Heinrich-Heine-Straße        |                 | 6 avril 1928     | souterraine  | Mitte                 |                                                           |  |  |  |
| Hellersdorf                  |                 | 1er juillet 1989 | fleur de sol | Hellersdorf           |                                                           |  |  |  |
| Hermannplatz                 |                 | 11 avril 1926    | souterraine  | Neukölln              |                                                           |  |  |  |
| Hermannplatz                 | 17 juillet 1927 |                  | souterraine  | Neukölln              |                                                           |  |  |  |
| Hermannstraße                |                 | 13 juillet 1996  | souterraine  | Neukölln              |                                                           |  |  |  |
| Hohenzollernplatz            |                 | 12 octobre 1913  | souterraine  | Wilmersdorf           |                                                           |  |  |  |
| Holzhauser Straße            |                 | 31 mai 1958      | fleur de sol | Tegel                 |                                                           |  |  |  |
| Hönow                        |                 | 1er juillet 1989 | fleur de sol | Hellersdorf           |                                                           |  |  |  |

### I
| Station           | Desserte | Mise en service   | Position    | Quartier   |  |  |  |  |
| ----------------- | -------- | ----------------- | ----------- | ---------- |  |  |  |  |
| Innsbrucker Platz |          | 1er décembre 1910 | souterraine | Schöneberg |  |  |  |  |

### J
| Station                              | Desserte | Mise en service  | Position    | Quartier              |  |  |  |  |
| ------------------------------------ | -------- | ---------------- | ----------- | --------------------- |  |  |  |  |
| Jakob-Kaiser-Platz                   |          | 1er octobre 1980 | souterraine | Charlottenbourg- Nord |  |  |  |  |
| Jannowitzbrücke                      |          | 18 mars 1930     | souterraine | Mitte                 |  |  |  |  |
| Johannisthaler Chaussee Gropiusstadt |          | 2 janvier 1970   | souterraine | Gropiusstadt          |  |  |  |  |
| Jungfernheide                        |          | 1er octobre 1980 | souterraine | Charlottenbourg       |  |  |  |  |

### K
| Station                       | Desserte     | Mise en service  | Position     | Quartier        |  |  |  |  |
| ----------------------------- | ------------ | ---------------- | ------------ | --------------- |  |  |  |  |
| Kaiserdamm                    |              | 29 mars 1908     | souterraine  | Westend         |  |  |  |  |
| Kaiserin-Augusta-Straße       |              | 28 février 1966  | souterraine  | Tempelhof       |  |  |  |  |
| Karl-Bonhoeffer-Nervenklinik  |              | 28 octobre 1994  | souterraine  | Wittenau        |  |  |  |  |
| Karl-Marx-Straße              |              | 11 avril 1926    | souterraine  | Neukölln        |  |  |  |  |
| Kaulsdorf-Nord                |              | 1er juillet 1989 | fleur de sol | Hellersdorf     |  |  |  |  |
| Kienberg Gärten der Welt      |              | 1er juillet 1989 | en tranchée  | Hellersdorf     |  |  |  |  |
| Kleistpark                    |              | 29 janvier 1971  | souterraine  | Schöneberg      |  |  |  |  |
| Klosterstraße                 |              | 1er juillet 1913 | souterraine  | Mitte           |  |  |  |  |
| Kochstraße Checkpoint Charlie |              | 30 janvier 1923  | souterraine  | Kreuzberg       |  |  |  |  |
| Konstanzer Straße             |              | 28 avril 1978    | souterraine  | Wilmersdorf     |  |  |  |  |
| Kottbusser Tor                |              | 15 février 1902  | aérienne     | Kreuzberg       |  |  |  |  |
| Kottbusser Tor                |              | 15 février 1902  | aérienne     | Kreuzberg       |  |  |  |  |
| Kottbusser Tor                |              | 12 février 1928  | souterraine  | Kreuzberg       |  |  |  |  |
| Krumme Lanke                  |              | 22 décembre 1929 | fleur de sol | Zehlendorf      |  |  |  |  |
| Kurfürstendamm                |              | 2 septembre 1961 | souterraine  | Charlottenbourg |  |  |  |  |
| Kurfürstendamm                | 28 août 1961 |                  | souterraine  | Charlottenbourg |  |  |  |  |
| Kurfürstenstraße              |              | 26 octobre 1926  | souterraine  | Tiergarten      |  |  |  |  |
| Kurfürstenstraße              |              | 26 octobre 1926  | souterraine  | Tiergarten      |  |  |  |  |
| Kurt-Schumacher-Platz         |              | 3 mai 1956       | souterraine  | Reinickendorf   |  |  |  |  |

### L
| Station            | Desserte     | Mise en service   | Position    | Quartier      |                                       |  |  |  |
| ------------------ | ------------ | ----------------- | ----------- | ------------- | ------------------------------------- |  |  |  |
| Leinestraße        |              | 4 août 1929       | souterraine | Neukölln      |                                       |  |  |  |
| Leopoldplatz       |              | 8 mars 1923       | souterraine | Wedding       |                                       |  |  |  |
| Leopoldplatz       | 28 août 1961 |                   | souterraine | Wedding       |                                       |  |  |  |
| Lichtenberg        |              | 21 décembre 1930  | souterraine | Lichtenberg   | Tramway de Berlin · Tramway de Berlin |  |  |  |
| Lindauer Allee     |              | 24 septembre 1994 | souterraine | Reinickendorf |                                       |  |  |  |
| Lipschitzallee     |              | 2 janvier 1970    | souterraine | Gropiusstadt  |                                       |  |  |  |
| Louis-Lewin-Straße |              | 1er juillet 1989  | en tranchée | Hellersdorf   |                                       |  |  |  |

### M
| Station                    | Desserte | Mise en service  | Position    | Quartier        |  |  |  |  |
| -------------------------- | -------- | ---------------- | ----------- | --------------- |  |  |  |  |
| Magdalenenstraße           |          | 21 décembre 1930 | souterraine | Lichtenberg     |  |  |  |  |
| Märkisches Museum          |          | 1er juillet 1913 | souterraine | Mitte           |  |  |  |  |
| Mehringdamm                |          | 7 avril 1924     | souterraine | Kreuzberg       |  |  |  |  |
| Mehringdamm                |          | 7 avril 1924     | souterraine | Kreuzberg       |  |  |  |  |
| Mendelssohn-Bartholdy-Park |          | 2 octobre 1998   | aérienne    | Tiergarten      |  |  |  |  |
| Mierendorffplatz           |          | 1er octobre 1980 | souterraine | Charlottenbourg |  |  |  |  |
| Möckernbrücke              |          | 18 février 1902  | aérienne    | Kreuzberg       |  |  |  |  |
| Möckernbrücke              |          | 18 février 1902  | aérienne    | Kreuzberg       |  |  |  |  |
| Möckernbrücke              |          | 28 février 1966  | souterraine | Kreuzberg       |  |  |  |  |
| Mohrenstraße               |          | 1er octobre 1908 | souterraine | Mitte           |  |  |  |  |
| Moritzplatz                |          | 6 avril 1928     | souterraine | Kreuzberg       |  |  |  |  |
| Museumsinsel               |          | 9 juillet 2021   | souterraine | Mitte           |  |  |  |  |

### N
| Station          | Desserte | Mise en service  | Position    | Quartier   |  |  |  |  |
| ---------------- | -------- | ---------------- | ----------- | ---------- |  |  |  |  |
| Naturkundemuseum |          | 30 janvier 1923  | souterraine | Mitte      |  |  |  |  |
| Nauener Platz    |          | 30 avril 1976    | souterraine | Wedding    |  |  |  |  |
| Neu-Westend      |          | 20 mai 1922      | souterraine | Westend    |  |  |  |  |
| Neukölln Südring |          | 21 décembre 1930 | souterraine | Neukölln   |  |  |  |  |
| Nollendorfplatz  |          | 11 mars 1902     | aérienne    | Schöneberg |  |  |  |  |
| Nollendorfplatz  |          | 26 octobre 1926  | souterraine | Schöneberg |  |  |  |  |
| Nollendorfplatz  |          | 26 octobre 1926  | souterraine | Schöneberg |  |  |  |  |
| Nollendorfplatz  |          | 26 octobre 1926  | souterraine | Schöneberg |  |  |  |  |

### O
| Station           | Desserte      | Mise en service  | Position     | Quartier      |                                       |  |  |  |
| ----------------- | ------------- | ---------------- | ------------ | ------------- | ------------------------------------- |  |  |  |
| Olympia-Stadion   |               | 8 juin 1913      | en tranchée  | Westend       |                                       |  |  |  |
| Onkel Toms Hütte  |               | 22 décembre 1929 | fleur de sol | Zehlendorf    |                                       |  |  |  |
| Oranienburger Tor |               | 30 janvier 1923  | souterraine  | Mitte         | Tramway de Berlin · Tramway de Berlin |  |  |  |
| Oskar-Helene-Heim |               | 29 décembre 1929 | en tranchée  | Dahlem        |                                       |  |  |  |
| Osloer Straße     |               | 5 octobre 1977   | souterraine  | Gesundbrunnen |                                       |  |  |  |
| Osloer Straße     | 30 avril 1976 |                  | souterraine  | Gesundbrunnen |                                       |  |  |  |
| Otisstraße        |               | 31 mai 1958      | sur remblai  | Reinickendorf |                                       |  |  |  |

### P
| Station              | Desserte | Mise en service   | Position    | Quartier      |  |  |  |  |
| -------------------- | -------- | ----------------- | ----------- | ------------- |  |  |  |  |
| Pankow               |          | 16 août 2000      | souterraine | Pankow        |  |  |  |  |
| Pankstraße           |          | 5 octobre 1977    | souterraine | Gesundbrunnen |  |  |  |  |
| Paracelsus-Bad       |          | 30 avril 1987     | souterraine | Reinickendorf |  |  |  |  |
| Paradestraße         |          | 10 septembre 1927 | souterraine | Tempelhof     |  |  |  |  |
| Parchimer Allee      |          | 28 septembre 1963 | souterraine | Britz         |  |  |  |  |
| Paulsternstraße      |          | 1er octobre 1984  | souterraine | Haselhorst    |  |  |  |  |
| Platz der Luftbrücke |          | 14 février 1926   | souterraine | Kreuzberg     |  |  |  |  |
| Podbielskiallee      |          | 12 octobre 1913   | en tranchée | Dahlem        |  |  |  |  |
| Potsdamer Platz      |          | 18 février 1902   | souterraine | Mitte         |  |  |  |  |
| Prinzenstraße        |          | 18 août 1902      | aérienne    | Kreuzberg     |  |  |  |  |
| Prinzenstraße        |          | 18 août 1902      | aérienne    | Kreuzberg     |  |  |  |  |

### R
| Station                | Desserte | Mise en service   | Position     | Quartier        |  |  |  |  |
| ---------------------- | -------- | ----------------- | ------------ | --------------- |  |  |  |  |
| Rathaus Neukölln       |          | 11 avril 1926     | souterraine  | Neukölln        |  |  |  |  |
| Rathaus Reinickendorf  |          | 24 septembre 1994 | souterraine  | Wittenau        |  |  |  |  |
| Rathaus Schöneberg     |          | 1er décembre 1910 | fleur de sol | Schöneberg      |  |  |  |  |
| Rathaus Spandau        |          | 1er octobre 1984  | souterraine  | Spandau         |  |  |  |  |
| Rathaus Steglitz       |          | 30 septembre 1974 | souterraine  | Steglitz        |  |  |  |  |
| Rehberge               |          | 3 mai 1956        | souterraine  | Wedding         |  |  |  |  |
| Reinickendorfer Straße |          | 8 mars 1923       | souterraine  | Wedding         |  |  |  |  |
| Residenzstraße         |          | 27 avril 1987     | souterraine  | Reinickendorf   |  |  |  |  |
| Richard-Wagner-Platz   |          | 14 mai 1906       | souterraine  | Charlottenbourg |  |  |  |  |
| Rohrdamm               |          | 1er octobre 1980  | souterraine  | Siemenstadt     |  |  |  |  |
| Rosa-Luxemburg-Platz   |          | 27 juillet 1913   | souterraine  | Mitte           |  |  |  |  |
| Rosenthaler Platz      |          | 18 avril 1930     | souterraine  | Mitte           |  |  |  |  |
| Rotes Rathaus          |          | 4 décembre 2020   | souterraine  | Mitte           |  |  |  |  |
| Rüdesheimer Platz      |          | 12 octobre 1913   | souterraine  | Wilmersdorf     |  |  |  |  |
| Rudow                  |          | 1er juillet 1972  | souterraine  | Rudow           |  |  |  |  |
| Ruhleben               |          | 22 décembre 1929  | sur remblais | Westend         |  |  |  |  |

### S
| Station                | Desserte        | Mise en service   | Position     | Quartier        |                   |  |  |  |
| ---------------------- | --------------- | ----------------- | ------------ | --------------- | ----------------- |  |  |  |
| Samariterstraße        |                 | 21 décembre 1930  | souterraine  | Friedrichshain  |                   |  |  |  |
| Scharnweberstraße      |                 | 31 mai 1958       | sur remblais | Reinickendorf   |                   |  |  |  |
| Schillingstraße        |                 | 21 décembre 1930  | souterraine  | Mitte           |                   |  |  |  |
| Schlesisches Tor       |                 | 18 février 1902   | aérienne     | Kreuzberg       |                   |  |  |  |
| Schlesisches Tor       |                 | 18 février 1902   | aérienne     | Kreuzberg       |                   |  |  |  |
| Schloßstraße           |                 | 30 septembre 1974 | souterraine  | Steglitz        |                   |  |  |  |
| Schönhauser Allee      |                 | 27 juillet 1913   | aérienne     | Prenzlauer Berg | Tramway de Berlin |  |  |  |
| Schönleinstraße        |                 | 17 juillet 1927   | souterraine  | Kreuzberg       |                   |  |  |  |
| Schwartzkopffstraße    |                 | 8 mars 1923       | souterraine  | Mitte           |                   |  |  |  |
| Seestraße              |                 | 8 mars 1923       | souterraine  | Wedding         |                   |  |  |  |
| Senefelderplatz        |                 | 27 juillet 1913   | souterraine  | Prenzlauer Berg |                   |  |  |  |
| Siemensdamm            |                 | 1er octobre 1980  | souterraine  | Siemensstadt    |                   |  |  |  |
| Sophie-Charlotte-Platz |                 | 29 mars 1908      | souterraine  | Charlottenbourg |                   |  |  |  |
| Spichernstraße         |                 | 2 juin 1959       | souterraine  | Wilmersdorf     |                   |  |  |  |
| Spichernstraße         | 28 août 1961    |                   | souterraine  | Wilmersdorf     |                   |  |  |  |
| Spittelmarkt           |                 | 1er octobre 1908  | souterraine  | Mitte           |                   |  |  |  |
| Stadtmitte             |                 | 1er octobre 1908  | souterraine  | Mitte           |                   |  |  |  |
| Stadtmitte             | 30 janvier 1923 |                   | souterraine  | Mitte           |                   |  |  |  |
| Strausberger Platz     |                 | 21 décembre 1930  | souterraine  | Friedrichshain  |                   |  |  |  |
| Südstern               |                 | 14 décembre 1924  | souterraine  | Kreuzberg       |                   |  |  |  |

### T
| Station             | Desserte | Mise en service  | Position    | Quartier        |  |  |  |  |
| ------------------- | -------- | ---------------- | ----------- | --------------- |  |  |  |  |
| Tempelhof Südring   |          | 22 décembre 1929 | souterraine | Tempelhof       |  |  |  |  |
| Theodor-Heuss-Platz |          | 29 mars 1908     | souterraine | Westend         |  |  |  |  |
| Tierpark            |          | 25 juin 1973     | souterraine | Friedrichsfelde |  |  |  |  |
| Turmstraße          |          | 28 août 1961     | souterraine | Moabit          |  |  |  |  |

### U
| Station          | Desserte | Mise en service | Position    | Quartier        |  |  |  |  |
| ---------------- | -------- | --------------- | ----------- | --------------- |  |  |  |  |
| Uhlandstraße     |          | 12 octobre 1913 | souterraine | Charlottenbourg |  |  |  |  |
| Ullsteinstraße   |          | 28 février 1966 | souterraine | Tempelhof       |  |  |  |  |
| Unter den Linden |          | 4 décembre 2020 | souterraine | Mitte           |  |  |  |  |
| Unter den Linden |          | 4 décembre 2020 | souterraine | Mitte           |  |  |  |  |

### V
| Station              | Desserte | Mise en service   | Position    | Quartier      |  |  |  |  |
| -------------------- | -------- | ----------------- | ----------- | ------------- |  |  |  |  |
| Viktoria-Luise-Platz |          | 1er décembre 1910 | souterraine | Schöneberg    |  |  |  |  |
| Vinetastraße         |          | 29 juin 1930      | souterraine | Pankow        |  |  |  |  |
| Voltastraße          |          | 18 avril 1930     | souterraine | Gesundbrunnen |  |  |  |  |

### W
| Station                     | Desserte | Mise en service   | Position                    | Quartier        |                                       |  |  |  |
| --------------------------- | -------- | ----------------- | --------------------------- | --------------- | ------------------------------------- |  |  |  |
| Walther-Schreiber-Platz     |          | 29 janvier 1971   | souterraine                 | Friedenau       |                                       |  |  |  |
| Warschauer Straße           |          | 17 août 1902      | fleur de sol / sur remblais | Friedrichshain  | Tramway de Berlin · Tramway de Berlin |  |  |  |
| Warschauer Straße           |          | 17 août 1902      | fleur de sol / sur remblais | Friedrichshain  | Tramway de Berlin · Tramway de Berlin |  |  |  |
| Weberwiese                  |          | 21 décembre 1930  | souterraine                 | Friedrichshain  |                                       |  |  |  |
| Wedding                     |          | 8 mars 1923       | souterraine                 | Wedding         |                                       |  |  |  |
| Weinmeisterstraße           |          | 18 avril 1930     | souterraine                 | Mitte           |                                       |  |  |  |
| Westhafen                   |          | 28 août 1961      | souterraine                 | Moabit          |                                       |  |  |  |
| Westphalweg                 |          | 28 février 1966   | souterraine                 | Mariendorf      |                                       |  |  |  |
| Wilmersdorfer Straße        |          | 28 avril 1978     | souterraine                 | Charlottenbourg |                                       |  |  |  |
| Wittenau Wilhelmsruher Damm |          | 24 septembre 1994 | souterraine                 | Wittenau        |                                       |  |  |  |
| Wittenbergplatz             |          | 11 mars 1902      | souterraine                 | Schöneberg      |                                       |  |  |  |
| Wittenbergplatz             |          | 11 mars 1902      | souterraine                 | Schöneberg      |                                       |  |  |  |
| Wittenbergplatz             |          | 11 mars 1902      | souterraine                 | Schöneberg      |                                       |  |  |  |
| Wuhletal                    |          | 1er juillet 1989  | sur remblais                | Kaulsdorf       |                                       |  |  |  |
| Wutzkyallee                 |          | 2 janvier 1970    | souterraine                 | Gropiusstadt    |                                       |  |  |  |

### Y
| Station     | Desserte | Mise en service | Position    | Quartier   |  |  |  |  |
| ----------- | -------- | --------------- | ----------- | ---------- |  |  |  |  |
| Yorckstraße |          | 29 janvier 1971 | souterraine | Schöneberg |  |  |  |  |

### Z
| Station             | Desserte     | Mise en service  | Position    | Quartier        |  |  |  |  |
| ------------------- | ------------ | ---------------- | ----------- | --------------- |  |  |  |  |
| Zitadelle           |              | 1er octobre 1984 | souterraine | Haselhorst      |  |  |  |  |
| Zoologischer Garten |              | 11 mai 1902      | souterraine | Charlottenbourg |  |  |  |  |
| Zoologischer Garten | 28 août 1961 |                  | souterraine | Charlottenbourg |  |  |  |  |
| Zwickauer Damm      |              | 2 janvier 1970   | souterraine | Gropiusstadt    |  |  |  |  |

- Haut – A
- B
- C
- D
- E
- F
- G
- H
- I
- J
- K
- L
- M
- N
- O
- P
- Q
- R
- S
- T
- U
- V
- W
- X
- Y
- Z

## Anciennes stations
| Station             | Ligne | Mise en service | Fermeture        | Position    | Quartier       |
| ------------------- | ----- | --------------- | ---------------- | ----------- | -------------- |
| Französische Straße |       | 30 janvier 1923 | 4 décembre 2020  | souterraine | Mitte          |
| Nürnberger Platz    |       | 12 octobre 1913 | 1er juillet 1959 | souterraine | Wilmersdorf    |
| Osthafen            |       | 18 février 1902 | 10 mars 1945     | aérienne    | Friedrichshain |